# Beynost
Vous lisez un « bon article » labellisé en 2012.
Ne doit pas être confondu avec Saint-Maurice-de-Beynost.
Beynost (prononcé [beno] ) est une commune française, située dans le département de l'Ain en région Auvergne-Rhône-Alpes, à 16 km du centre-ville de Lyon. Elle appartient à l'unité urbaine de Lyon ainsi qu'à la région naturelle de la Côtière.
Traversée par l'A42 et le canal de Miribel, la commune accueille également sur son territoire une partie du Grand Parc de Miribel-Jonage.
Aux XIXe et XXe siècles, Beynost noue une histoire particulière avec nombre de médecins renommés, dont Alexandre Lacassagne ou encore Henry Gabrielle qui fut également maire de la commune pendant plus de vingt ans.
En 2008, très peu d'habitants de Beynost y travaillent : au contraire, près de 60 % des actifs de 15 ans ou plus, ayant un emploi et résidant à Beynost, travaillent dans un autre département que l'Ain, en particulier dans la Métropole de Lyon.
Ses habitants sont appelés les Beynolans.

## Géographie

### Localisation
La commune de Beynost est située entre les communes de La Boisse et Saint-Maurice-de-Beynost. Beynost est une ville de la région lyonnaise qui appartient à la Côtière, zone qui borde la basse plaine de l'Ain et du Rhône, au sud de la Dombes à environ 15 minutes de Lyon et à 45 min de Bourg-en-Bresse par l'autoroute A42. Une grande partie du territoire communal est située sur le coteau de la Côtière ; la partie méridionale du territoire communal, les « Brotteaux » accueille une partie de la ville jusqu'au canal de Miribel. La partie sud du canal correspond à une petite partie de l'île de Miribel-Jonage et donc au Grand Parc de Miribel-Jonage ; à ce titre, la commune de Beynost fait partie du Syndicat mixte pour l'aménagement et la gestion du Grand Parc de Miribel-Jonage.

### Communes limitrophes
|                          | Tramoyes                    |           |
| Saint-Maurice-de-Beynost | Beynost                     | La Boisse |
|                          | Meyzieu (Métropole de Lyon) | Thil      |

### Relief et géologie
La commune de Beynost est, en termes de relief, séparée en deux parties distinctes : au sud, la zone la moins élevée culminant à environ 174 m appelée les Brotteaux est composée du parc de Miribel-Jonage et d'une zone entourant le canal de Miribel. Plus au nord, la route départementale RD 1084 (anciennement la route nationale 84 et connue sous l'appellation route de Genève) marque le début du coteau sur lequel se trouve le Haut-Beynost et qui culmine à 322 m. Ce coteau débouche sur ce qui devient ensuite le plateau de la Dombes ; il est également l'explication de la toponymie de la Côtière. Les sols ont pour origine des formations sédimentaires provenant du quaternaire récent.

### Hydrographie

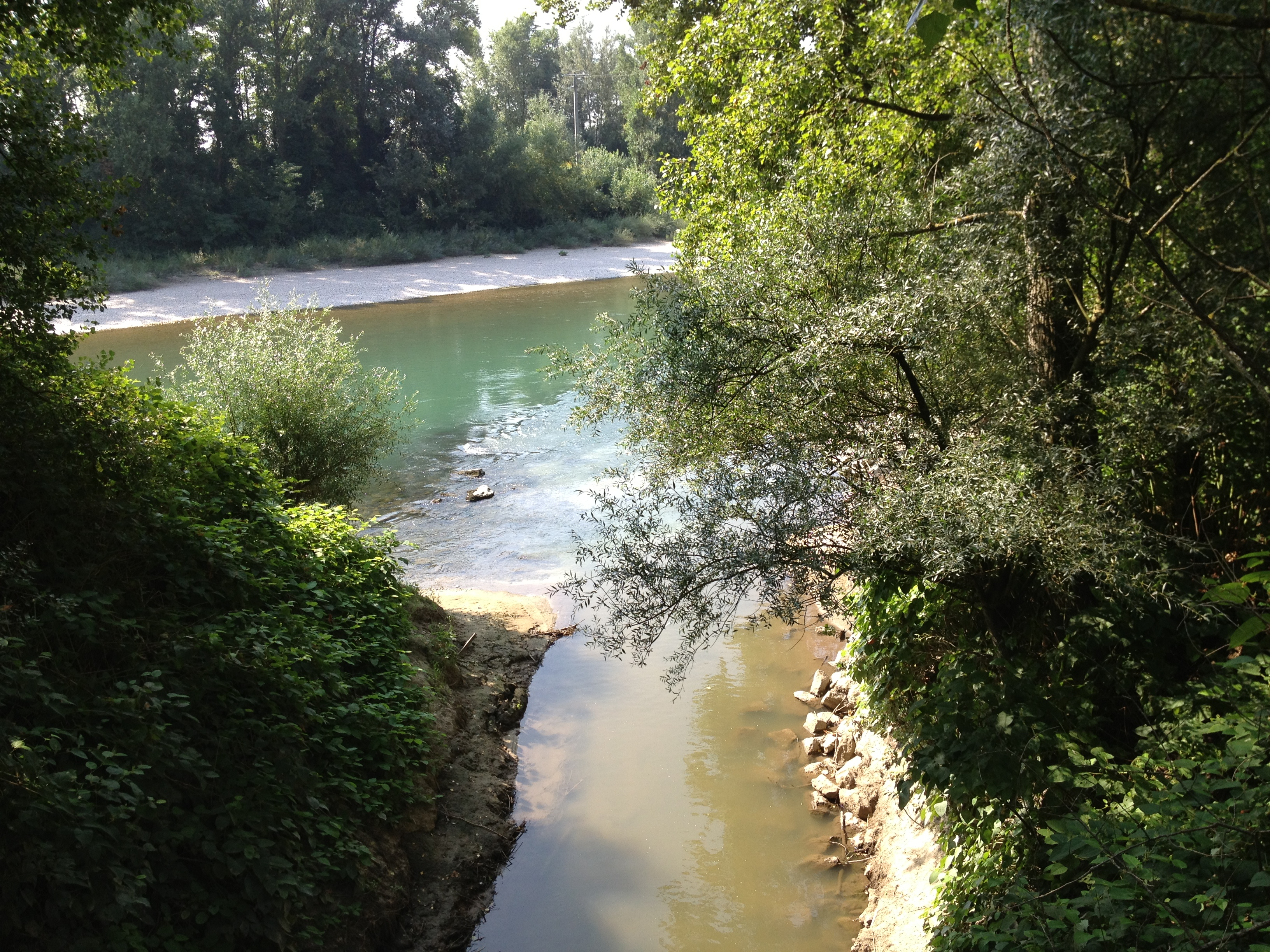
Embouchure de la Sereine dans le canal de Miribel à Beynost.

La commune de Beynost est traversée par le canal de Miribel, dérivation artificielle du Rhône qui débute à Jons et à Niévroz et qui aboutit à Caluire-et-Cuire.
Elle est également traversée par la Sereine, cours d'eau de 24,8 km de la Côtière qui se jette dans le canal de Miribel sur le territoire de Beynost. Une petite passerelle située sur le chemin de halage permet de franchir la Sereine à l'embouchure. Enfin, le ruisseau des Ormes, long de 7 km coule dans le canton de Miribel et dans l'ancien canton de Montluel et en particulier à Beynost. C'est un affluent du ruisseau des Échets.
La commune est particulièrement exposée au risque naturel d'inondations en raison des ruissellements sur le « coteau » (et dans une moindre mesure en raison des crues éventuelles du canal de Miribel) induisant ainsi une politique dédiée de prévention des risques naturels.
À noter qu'une ligne de source traverse le territoire communal, dans la partie inférieure du coteau. Cela explique le grand nombre de sources présentes sur le territoire communal mais également les ruissellements évoqués précédemment.

### Climat
Pour des articles plus généraux, voir Climat d'Auvergne-Rhône-Alpes et Climat de l'Ain.
En 2010, le climat de la commune est de type climat océanique altéré, selon une étude du CNRS s'appuyant sur une série de données couvrant la période 1971-2000. En 2020, Météo-France publie une typologie des climats de la France métropolitaine dans laquelle la commune est dans une zone de transition entre le climat semi-continental et le climat de montagne et est dans la région climatique Bourgogne, vallée de la Saône, caractérisée par un bon ensoleillement (1 900 h/an), un été chaud (18,5 °C), un air sec au printemps et en été et des vents faibles.
Pour la période 1971-2000, la température annuelle moyenne est de 12,1 °C, avec une amplitude thermique annuelle de 18,2 °C. Le cumul annuel moyen de précipitations est de 865 mm, avec 9,1 jours de précipitations en janvier et 6,8 jours en juillet. Pour la période 1991-2020, la température moyenne annuelle observée sur la station météorologique de Météo-France la plus proche, « Lyon-Bron », sur la commune de Bron à 13 km à vol d'oiseau, est de 13,0 °C et le cumul annuel moyen de précipitations est de 820,8 mm,. Pour l'avenir, les paramètres climatiques de la commune estimés pour 2050 selon différents scénarios d'émission de gaz à effet de serre sont consultables sur un site dédié publié par Météo-France en novembre 2022.

### Voies de communication et transports
Beynost se trouve au centre d'un réseau important de communications routières et autoroutières.

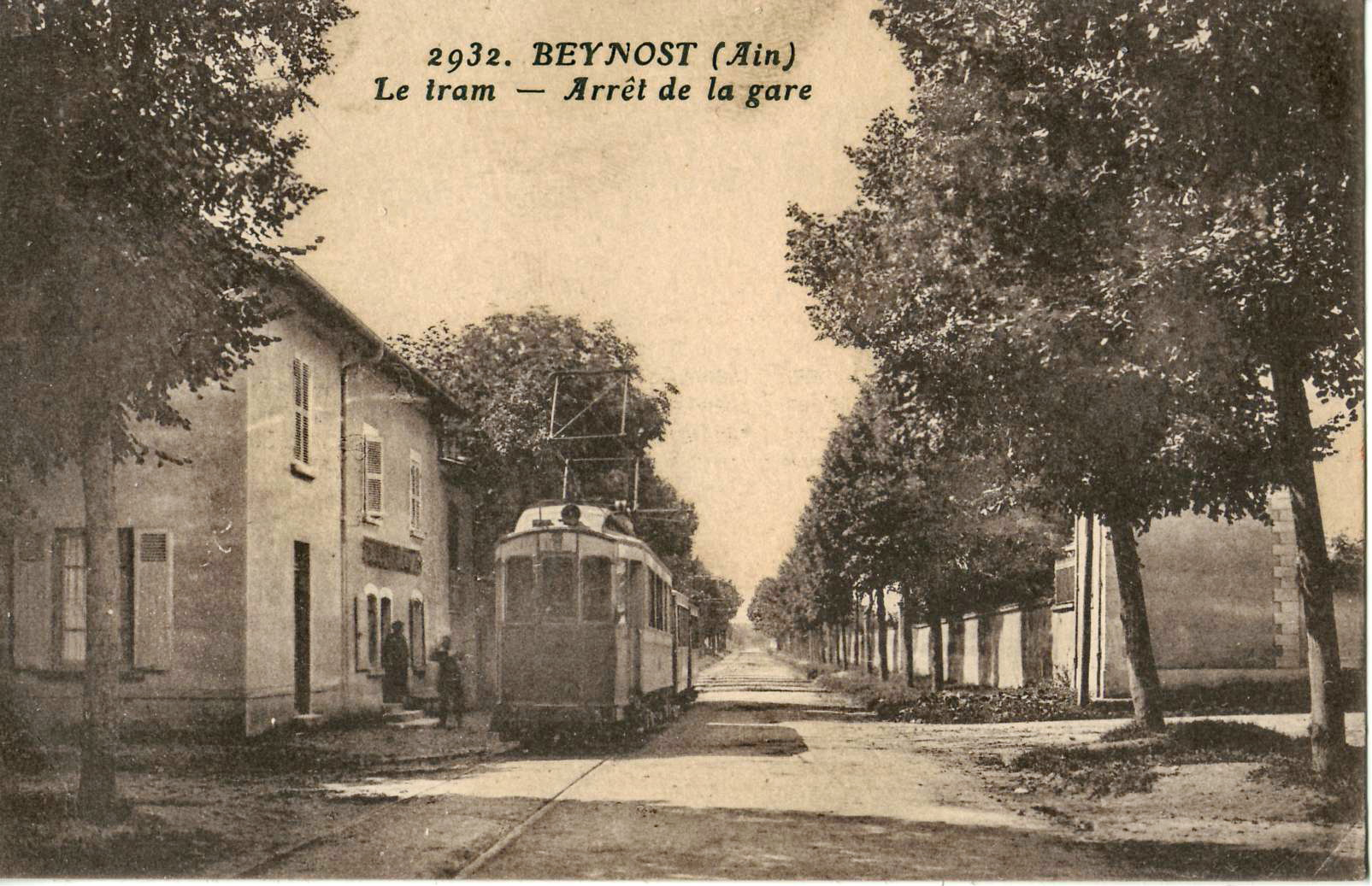
Automotrice électrique (ligne 17 de l'OTL) à Beynost.
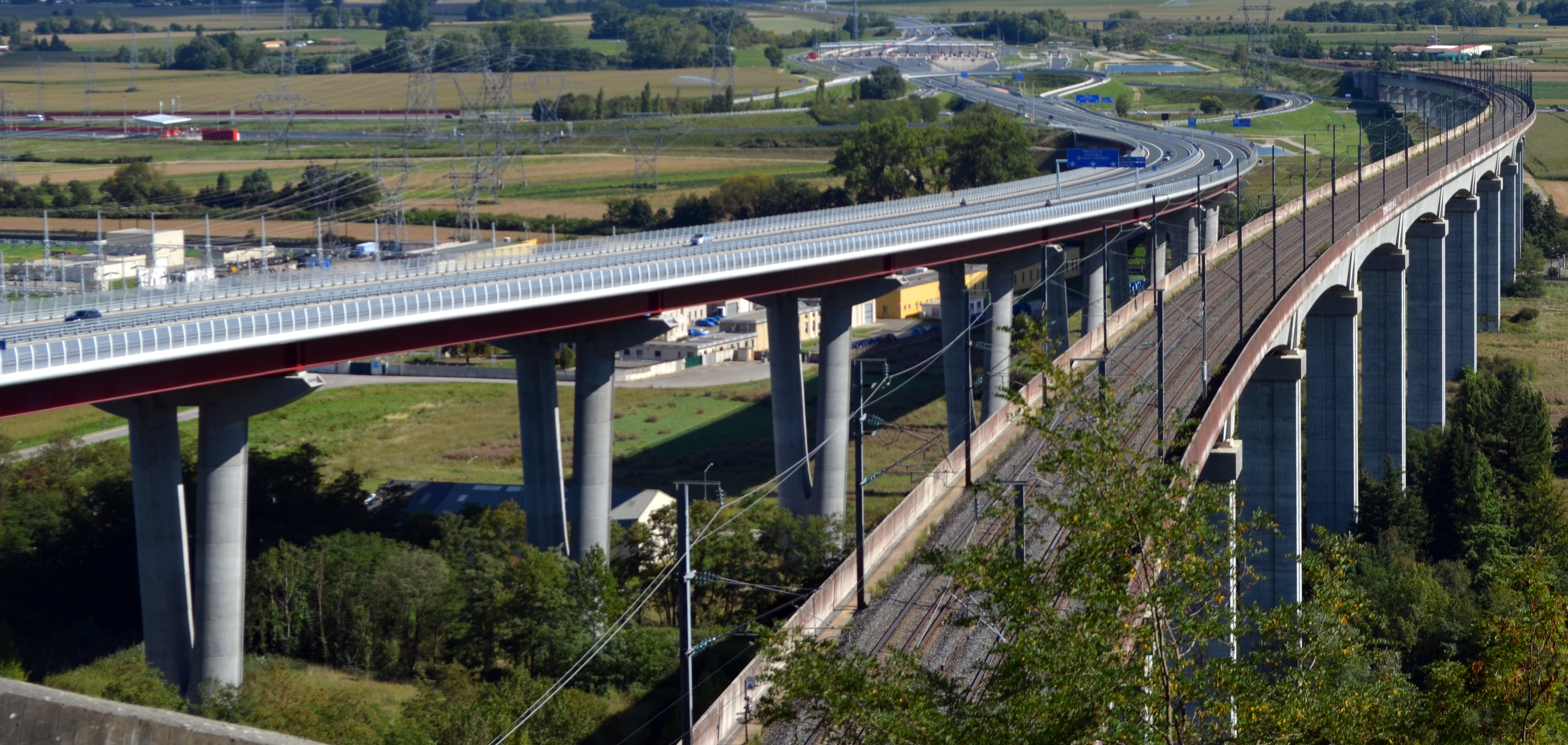
Les deux viaducs de la Côtière en 2014.
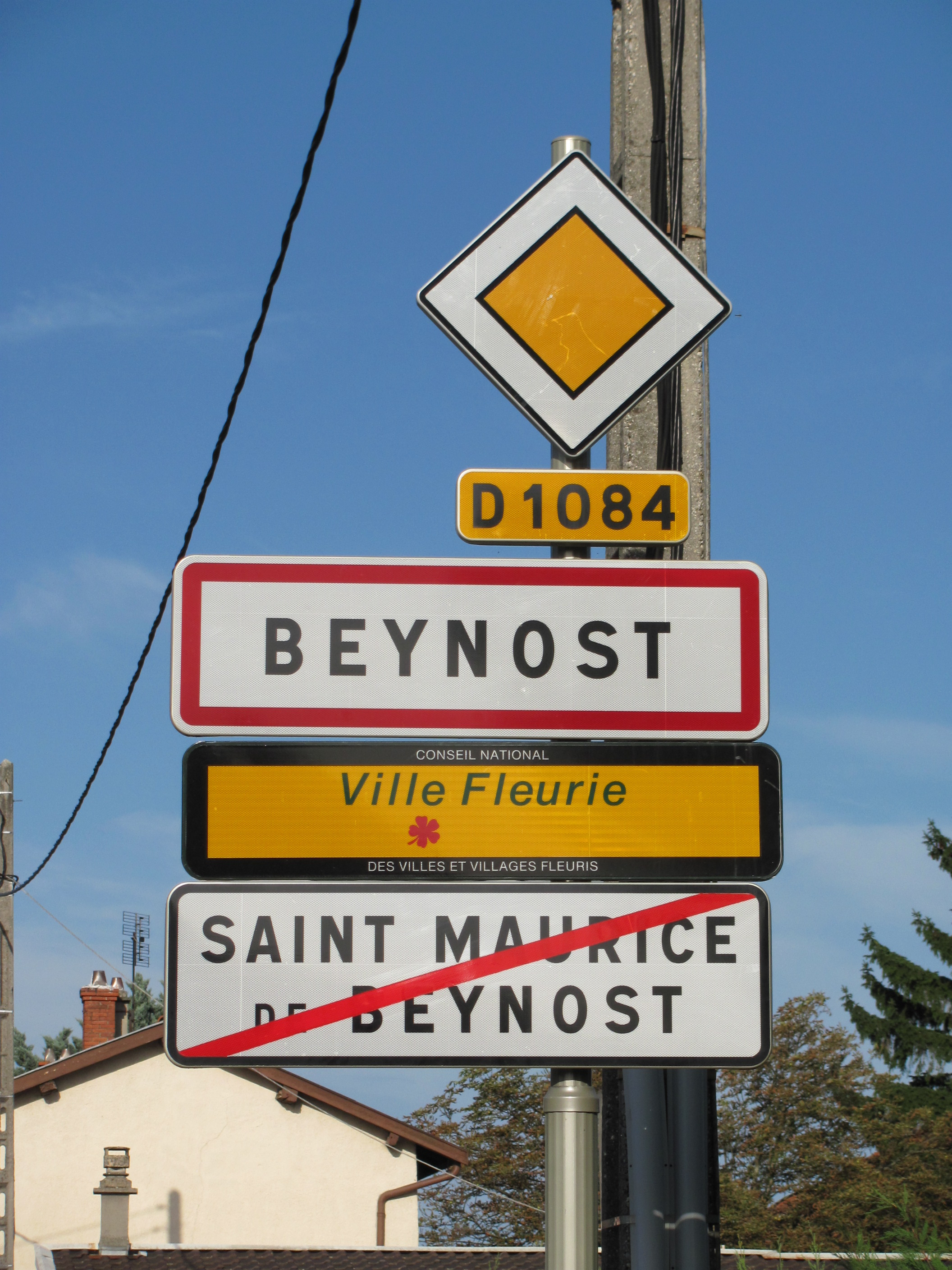
Panneau d'entrée à Beynost, sur la RD 1084b.
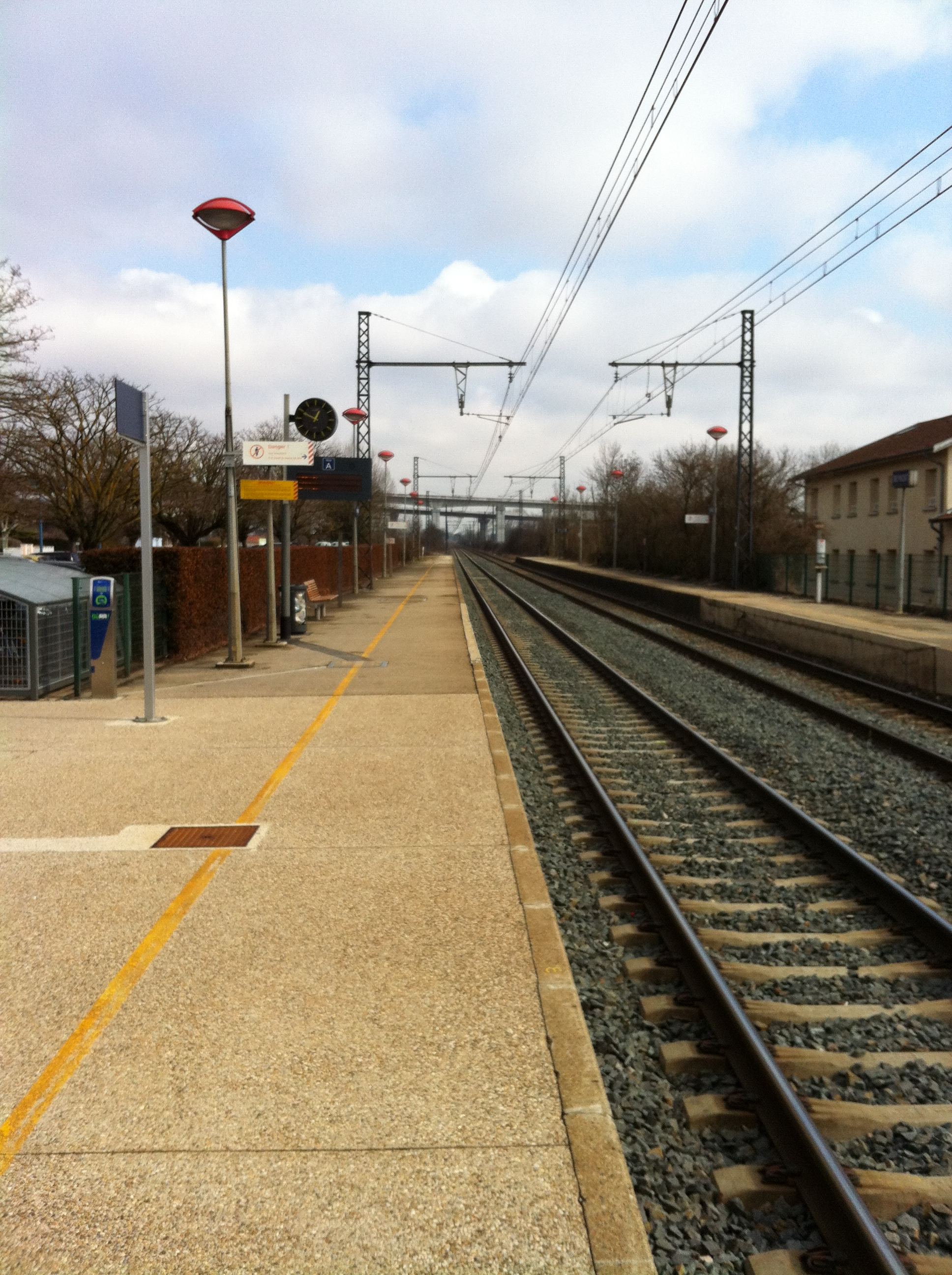
Le quai de la gare, direction Genève, à la gare de Beynost.
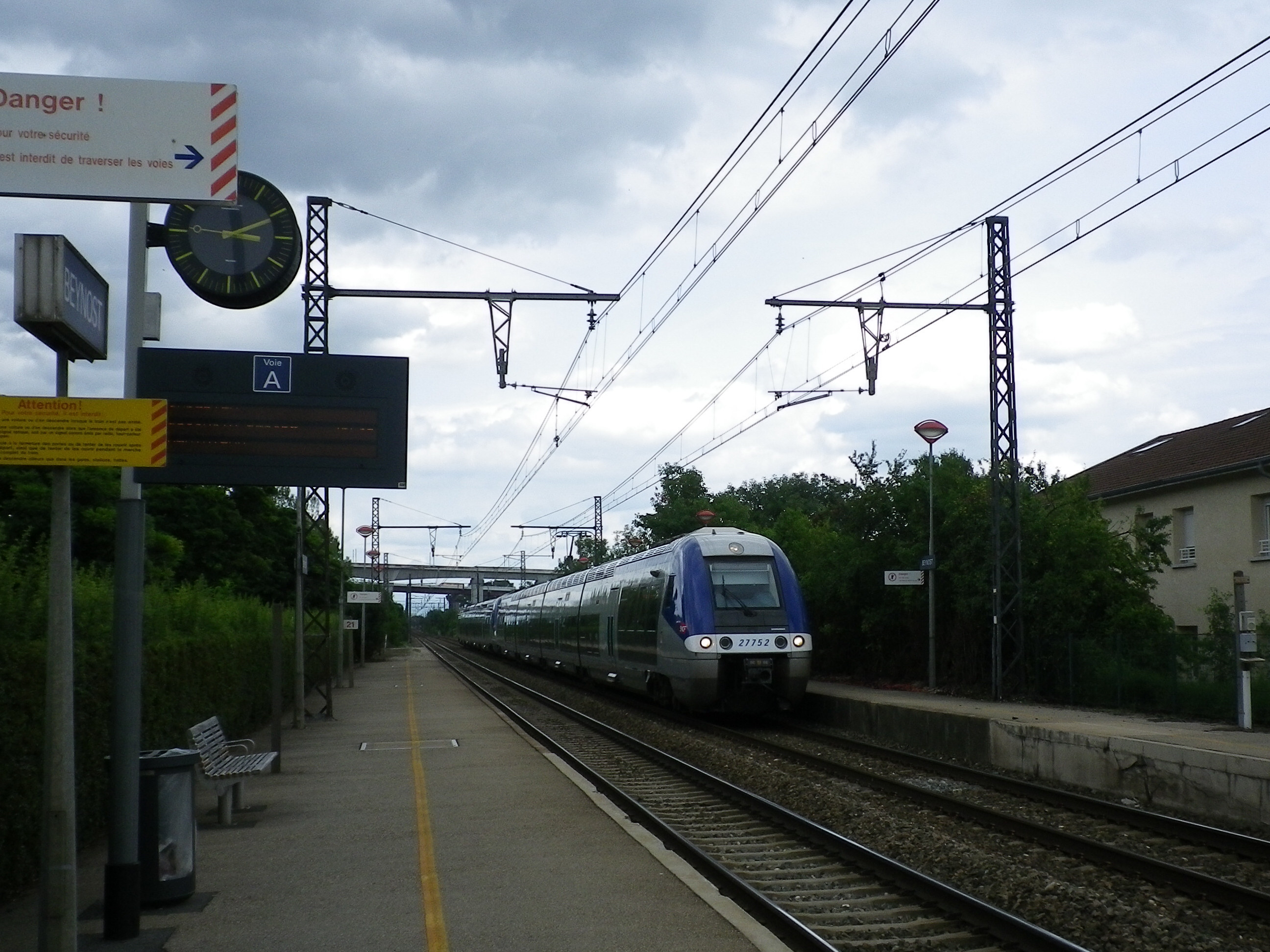
Une Z 27500 traverse la gare de Beynost, en direction de Lyon Part-Dieu.

#### Routes et autoroutes

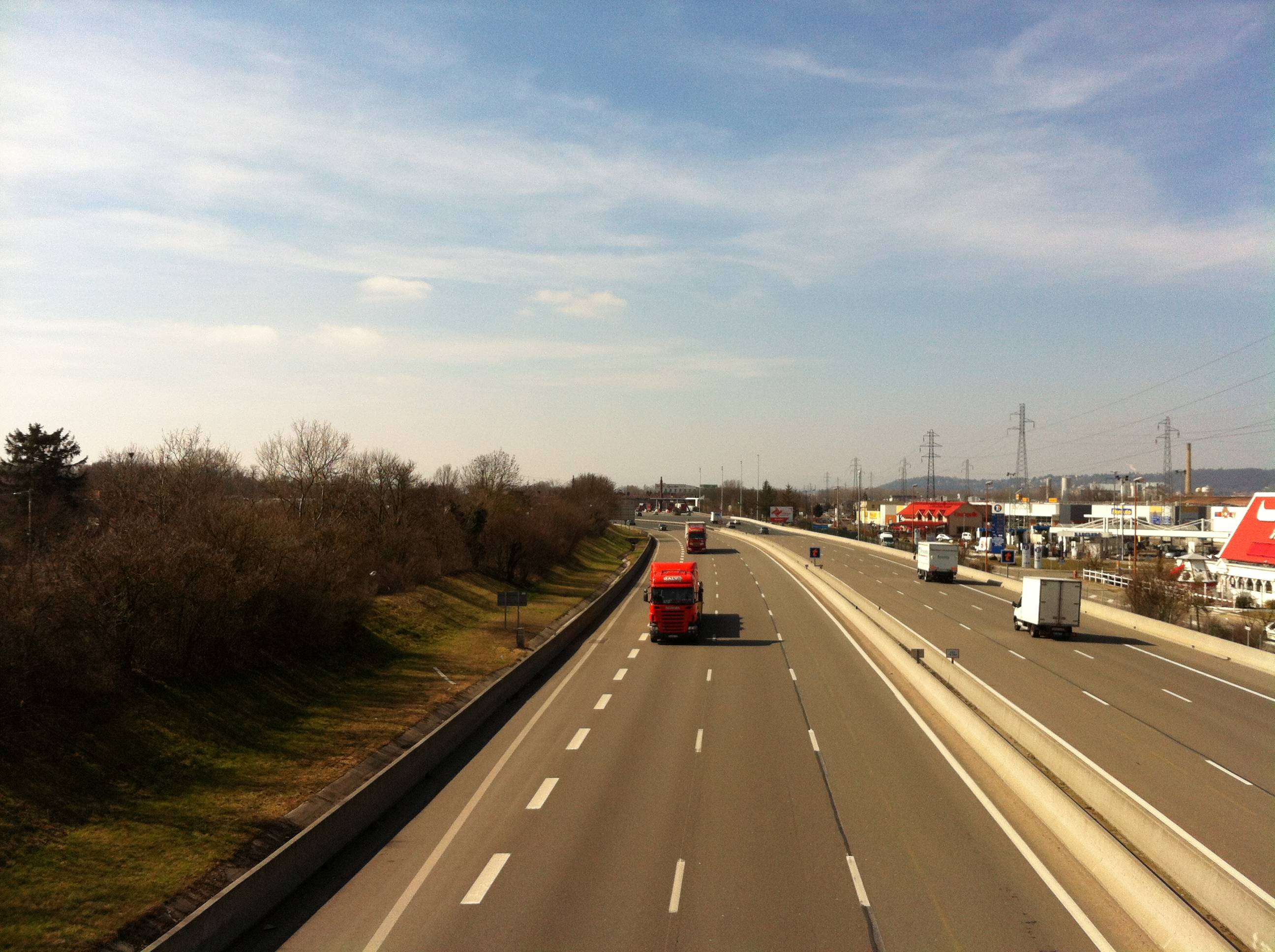
L'A42 photographiée depuis le chemin de Sermoraz à Beynost. Au loin, le péage de Beynost ; à droite, la zone des Batterses qui accueille le centre commercial Beynost 2.

Le territoire de la commune est traversé par l'autoroute A42 dont une sortie dessert la commune au niveau du péage de Beynost : l'aire de Beynost accueille la sculpture La Cascade de Beynost.
L'autoroute A432 traverse la commune via le viaduc de la Côtière dont une large partie est à Beynost. Il est parallèle à son jumeau homonyme mais ferroviaire, le viaduc de la Côtière (ferroviaire) emprunté par la Ligne Grande Vitesse Rhône-Alpes (ligne de Combs-la-Ville à Saint-Louis). Ce dernier viaduc est l'un des ponts les plus longs de France.
La route départementale RD 1084, anciennement route nationale 84, également appelée route de Genève, traverse la ville, en longeant le coteau.

#### Autobus

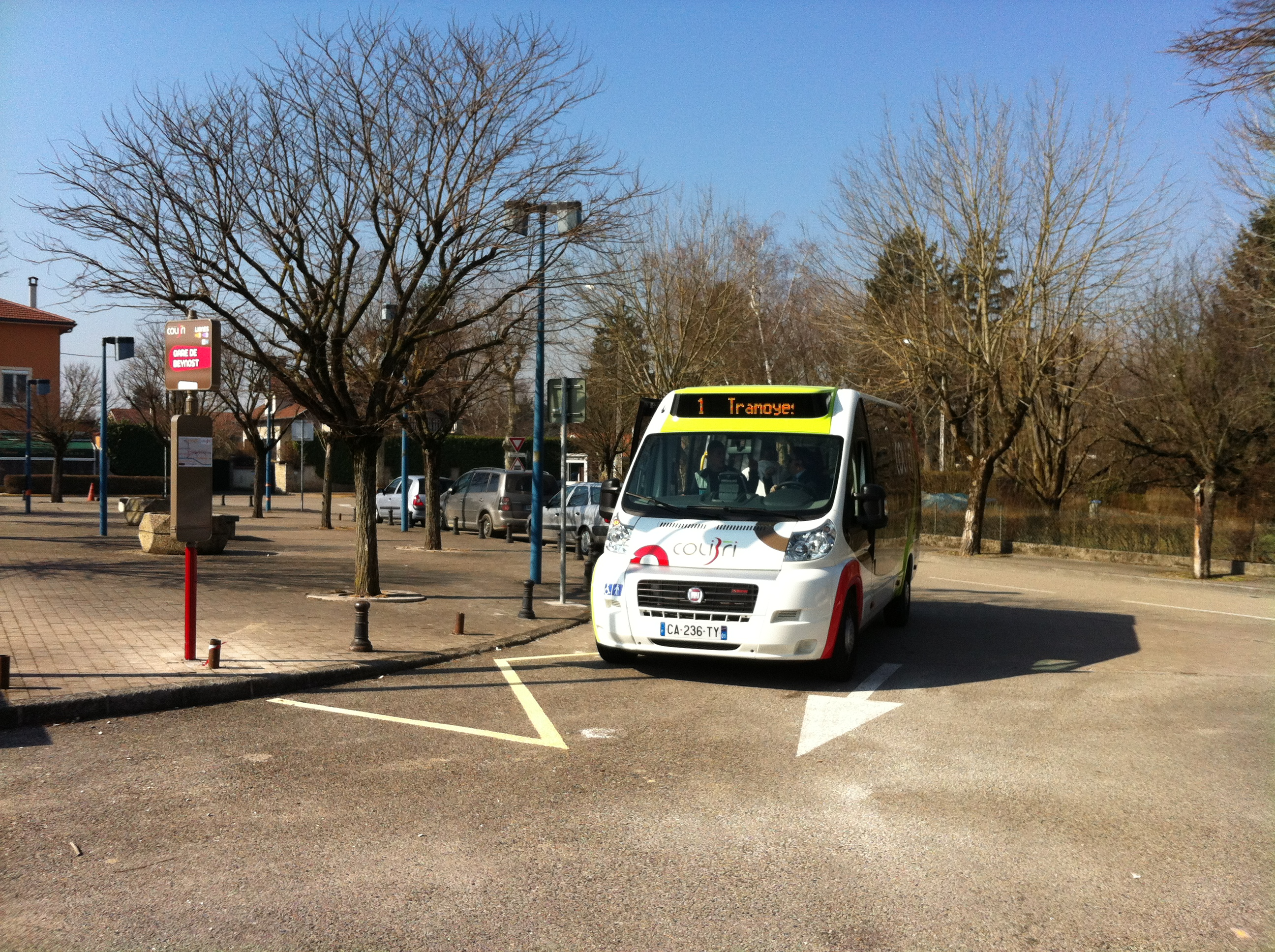
Bus Colibri à l'arrêt gare de Beynost.

La commune de Beynost est desservie par les lignes 1 et 2 de Colibri dont l'exploitation a débuté en février 2012. Il y a neuf arrêts à Beynost et la connexion avec le réseau TCL se fait aux arrêts « Rillieux Semailles » et « Rillieux Les Alagniers » de la ligne 3.
Les cars départementaux du conseil général de l'Ain, ont plusieurs arrêts sur le territoire de la commune, sur la RD 1084 : la ligne 132, entre Bourg-en-Bresse et Lyon et la ligne 171, entre Montluel et Lyon. Il existe une intermodalité avec le réseau Colibri.

#### Transport ferroviaire
Halte SNCF, la gare de Beynost est desservie par des trains TER Rhône-Alpes qui circulent sur la ligne de Lyon-Perrache à Genève. Les lignes 1 et 2 de Colibri desservent la gare.
La Compagnie du chemin de fer de Lyon à Genève met en service la section de ligne entre Lyon et Ambérieu-en-Bugey, par Miribel, le 23 juin 1856 ; le chemin de fer dessert donc Beynost depuis le XIXe siècle.

##### Contournement ferroviaire de l'agglomération lyonnaise
La commune de Beynost est concernée par le projet de CFAL à l'extrémité est de son territoire : en effet, c'est là que le raccordement voyageurs de La Boisse rejoindra la ligne existante ligne de Lyon-Perrache à Genève.

## Urbanisme

### Typologie
Au 1er janvier 2024, Beynost est catégorisée centre urbain intermédiaire, selon la nouvelle grille communale de densité à 7 niveaux définie par l'Insee en 2022.
Elle appartient à l'unité urbaine de Lyon, une agglomération inter-départementale dont elle est une commune de la banlieue,. Par ailleurs la commune fait partie de l'aire d'attraction de Lyon, dont elle est une commune de la couronne,. Cette aire, qui regroupe 397 communes, est catégorisée dans les aires de 700 000 habitants ou plus (hors Paris),.

### Occupation des sols
L'occupation des sols de la commune, telle qu'elle ressort de la base de données européenne d’occupation biophysique des sols Corine Land Cover (CLC), est marquée par l'importance des territoires agricoles (54 % en 2018), néanmoins en diminution par rapport à 1990 (55,6 %). La répartition détaillée en 2018 est la suivante : terres arables (51,7 %), zones urbanisées (21,1 %), zones industrielles ou commerciales et réseaux de communication (17,1 %), forêts (7,6 %), zones agricoles hétérogènes (2,2 %), prairies (0,1 %), milieux à végétation arbustive et/ou herbacée (0,1 %).
L'évolution de l’occupation des sols de la commune et de ses infrastructures peut être observée sur les différentes représentations cartographiques du territoire : la carte de Cassini (XVIIIe siècle), la carte d'état-major (1820-1866) et les cartes ou photos aériennes de l'IGN pour la période actuelle (1950 à aujourd'hui).

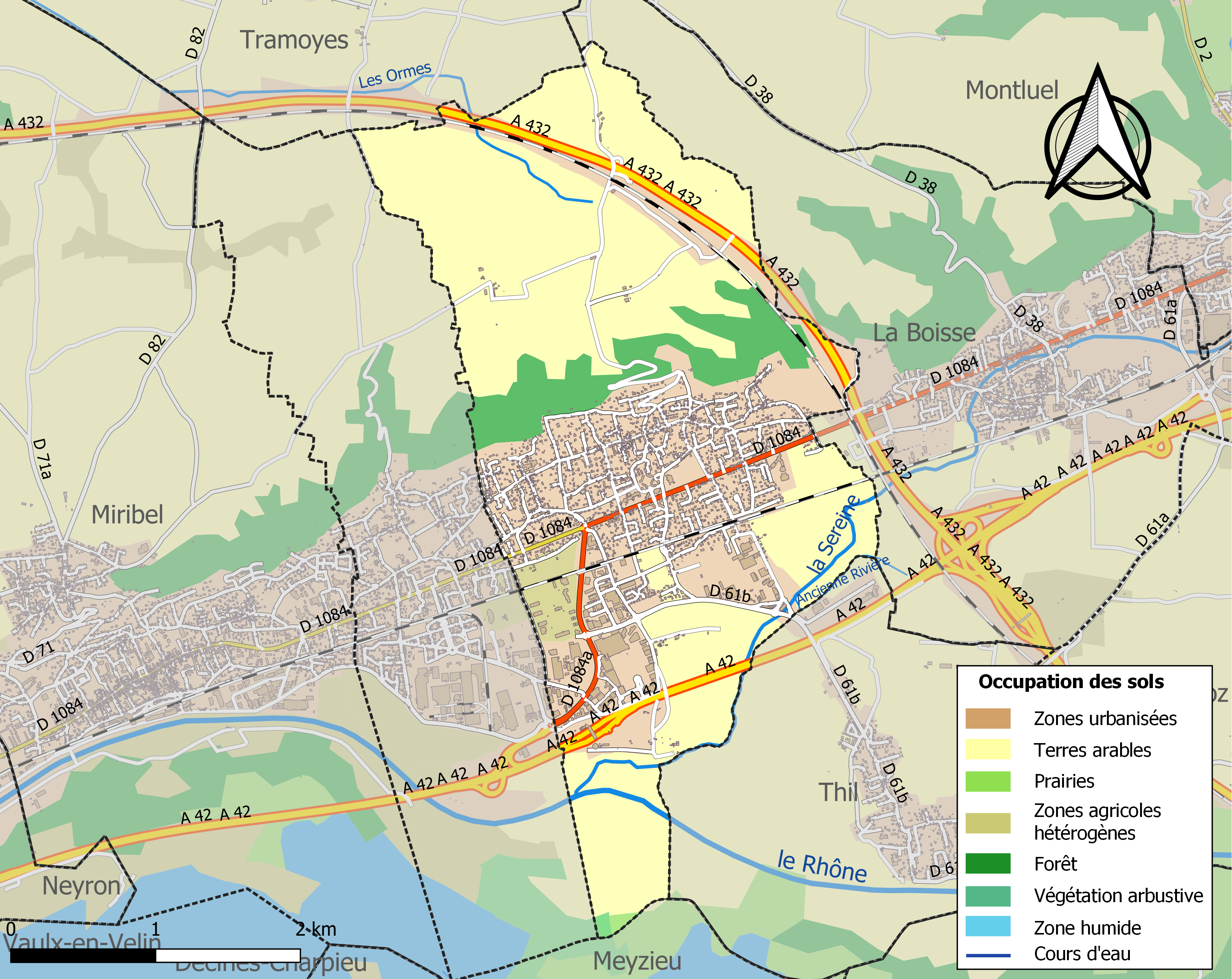
Carte des infrastructures et de l'occupation des sols de la commune en 2018 (CLC).

### Logements
En 2008, le nombre total de logements dans la commune était de 1 734. Parmi ces logements, 93,5 % étaient des résidences principales, 0,7 % des résidences secondaires et 5,8 % des logements vacants.
Ces logements étaient pour 80,2 % d'entre eux, des maisons individuelles et pour 19,0 % des appartements. La proportion des résidences principales propriétés de leurs occupants était de 79,5 %.

### Projets d'aménagement

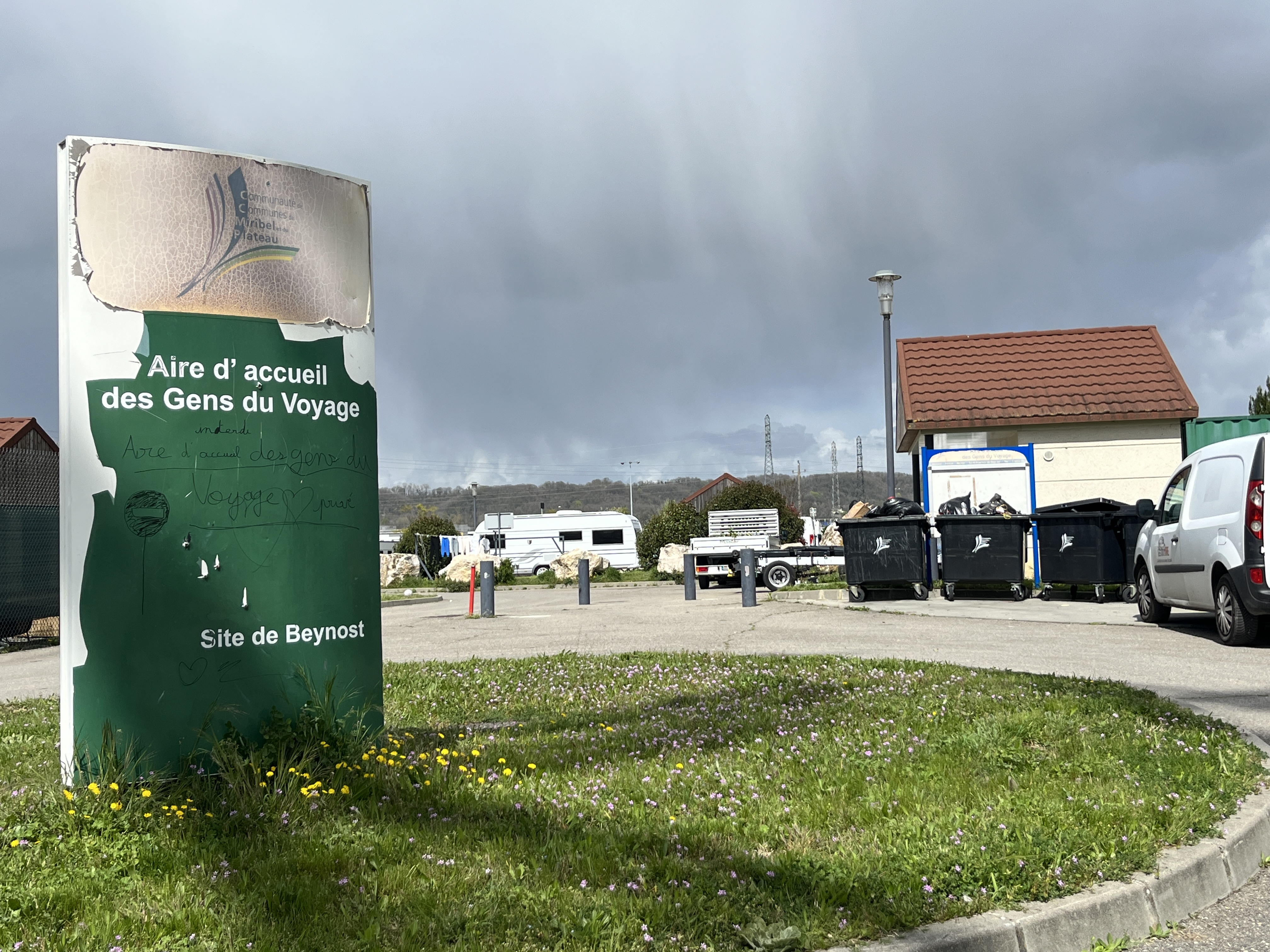
Aire d’accueil des gens du voyage, à Beynost, en avril 2023.

Une des compétences de la communauté de communes de Miribel et du Plateau étant « l'accueil pour les gens du voyage : acquisition, aménagement et gestion de l'ensemble des aires d'accueil et terrains de grand passage », la communauté de communes a entrepris la construction d'une aire d’accueil des gens du voyage à Beynost, chemin du Pilon, à proximité de la piste de BMX. Les travaux ont commencé en octobre 2011 pour une livraison de cette aire d'une capacité de 24 caravanes, espérée en avril 2012.
Il existe également un projet municipal de passage souterrain à Beynost : il passerait sous la voie ferrée et relierait l’impasse des Peupliers et l’impasse du Stade ; ce projet rencontre une certaine hostilité des riverains concernés.

## Toponymie

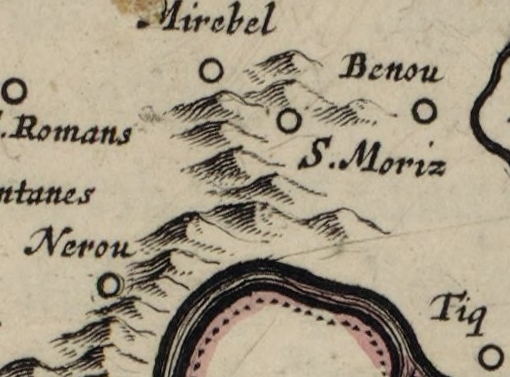
Extrait d'une carte de la Bresse du XVIe siècle indiquant Beynost sous la dénomination « Benou ».

Le nom de la localité est attesté sous les formes Beyno au XIIe siècle, Beynoz en 1225, Bayno au XIIIe, pour prendre son nom actuel à partir de la Révolution française. La prononciation ancienne accentuait la première syllabe et non l'-o- final, comme l'attestent les graphies anciennes.
Du nom de personne gaulois Baginos (de *bago : hêtre) et suffixe ligure -oscum ou peut-être du nom de personne roman Bagiennus,.

## Histoire

### Antiquité

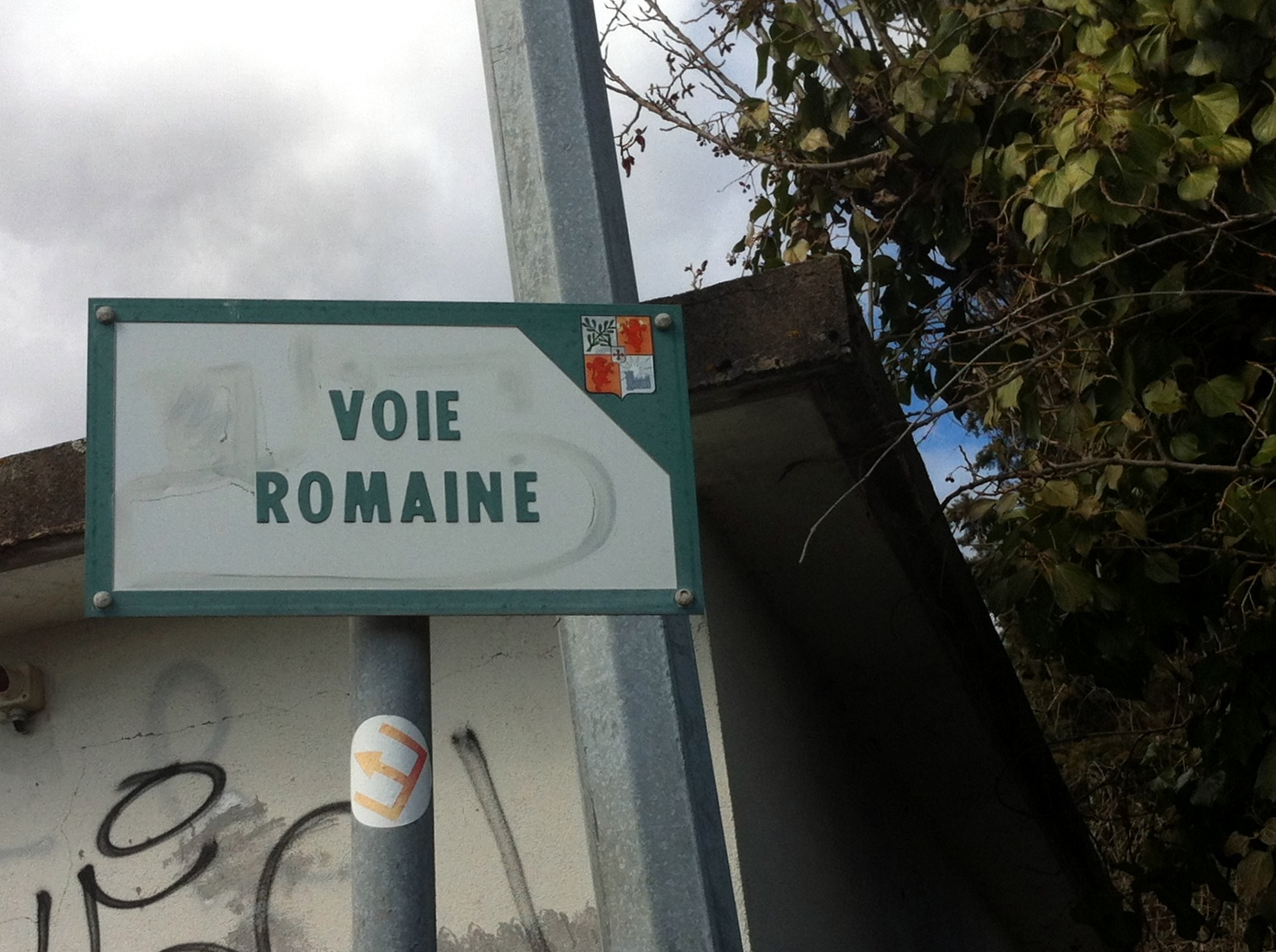
Panneau du « Chemin de la voie romaine » à Beynost, qui emprunte l'itinéraire présumé de la voie romaine reliant Lugdunum à Montluel.

Les premières habitations se fixent près des sources aux alentours du 1er âge de fer (800 ans av. J.-C.), puis se déplacent sur le plateau. En effet, lors des travaux relatifs au viaduc de la Côtière ferroviaire, plusieurs séquences d'occupations sont découvertes.
Durant l'Antiquité, le territoire communal actuel se trouve sur le territoire des Ambarres, une tribu gauloise dont le nom signifie « vivant des deux (*amb) côtés de la Saône (Arar, la Saône) ». Cette terminologie se retrouve également dans le nom d'Ambérieux-en-Dombes en amont du Rhône et au nord-est de Beynost. La conquête romaine ne laisse pas de trace tangible dans le département et le territoire est mal connu. Toutefois, la présence romaine a entraîné un glissement de la population vers le coteau, probablement dû à la traversée de la voie romaine d'Helvétie et de Germanie.
À l'époque gallo-romaine, le territoire est traversé par une voie romaine qui relie Lugdunum, l'antique ville de Lyon, aux points plus en amont du Rhône, comme Montluel, pour aboutir à Saint-Sorlin-en-Bugey où l'on perd sa trace plus à l'est. Il n'est pas exclu que cette voie atteigne la ville actuelle de Genève pour relier Lugdunum, alors capitale des Gaules avec les colonies de Noviodunum (actuelle Nyon sur les bords du lac Léman) et d'Augusta Raurica (actuelle Augst) en Helvétie. La navigabilité du Rhône est sujette à caution. Bien que des matériaux ont été transportés depuis l'amont, comme les pierres de Seyssel, les preuves attestant l'utilisation du Rhône sont trop ténues pour l'envisager comme un axe économique important.
Du point de vue archéologique, quelques traces antérieures à l'occupation romaine ont été découvertes sur le territoire de la commune, comme une épée dite « hongroise » datant du Bronze final III (-850 à -700). Un site archéologique situé à Beynost est ainsi considéré comme l'un des plus remarquables de l'Ain. Le site dit des « Grandes croix » a été fouillé en 1989-1990 sous la direction de Sylvain Motte préalablement à la construction du viaduc ferroviaire de la Côtière. Ont été mises au jour trois occupations du premier âge du fer et de l'époque gallo-romaine. On recense ainsi les traces d'un habitat gallo-romain et un atelier au lieu-dit les Petites-Croix, les ruines d'une villa gallo-romaine entre le Grand-Peuplier et le Grand-Tilleul ainsi que des débris de tegulæ et des traces de foyer entre Le Péchu et la vieille église (la première église Saint-Julien).

### Moyen Âge et Renaissance
Paroisse (Villa de Baenno, de Baienno, Bayno, Beyno, Beynau, Baino) sous le vocable de saint Julien. L'église en fut confirmée, en 1183, par le pape Lucius III, à l'abbaye de l'Ile-Barbe, qui en conserva le patronage jusqu'à sa sécularisation. Cette église était très probablement celle du prieuré, qui fut uni, en 1376, à l'office de prévôt de l’Ile-Barbe.
Dès le XIIe siècle au moins, le chapitre de Saint-Paul possédait des fonds à Beynost. Un mas lui avait été donné par le précenteur Ascheric, et un curtil par Étienne de Montanet. En 1278, il y acquit des cens de Pierre d'Oncieu, et, en 1295, d'Aymard de Nièvre. En 1303, il acheta la rente noble qu'y levait Marguerite de Montluel, dame de Montluel, mère et tutrice de Jean de Montluel, qui ratifia cette acquisition en 1320.
L'église métropolitaine y possédait aussi quelques droits qui lui furent donnés, en 1299, par Ponce de Vaux, custode de Saint-Étienne, et, en 1303, par le doyen Guillaume de Francheleins. Il y avait anciennement, dans les limites de la paroisse, une chapelle rurale sous le vocable de saint Pierre. Le revenu de la cure consistait en une partie des dîmes, en quelques pensions et dans le produit d'une vigne « de 20 fossorées. »
Au XIe siècle contrairement à Thil mais comme Saint-Maurice-de-Beynost, Beynost est tournée vers Montluel et non Miribel : en effet, le village dépend de la seigneurie de Montluel. En 1317, Jean de Montluel reconnut tenir du dauphin de Viennois tout ce qu'il y possédait. Le 5 janvier 1334, Jean Le Bon cède les terres seigneuriales de Montluel (dont Beynost) à Amédée VI de Savoie ; cette cession est entérinée par le traité de Paris de 1355. Le 17 janvier 1601, par le traité de Lyon, Henri IV annexe les possessions savoyardes de la région, à la France : Beynost est alors entièrement française.

### DuXVIesiècleauXXesiècle

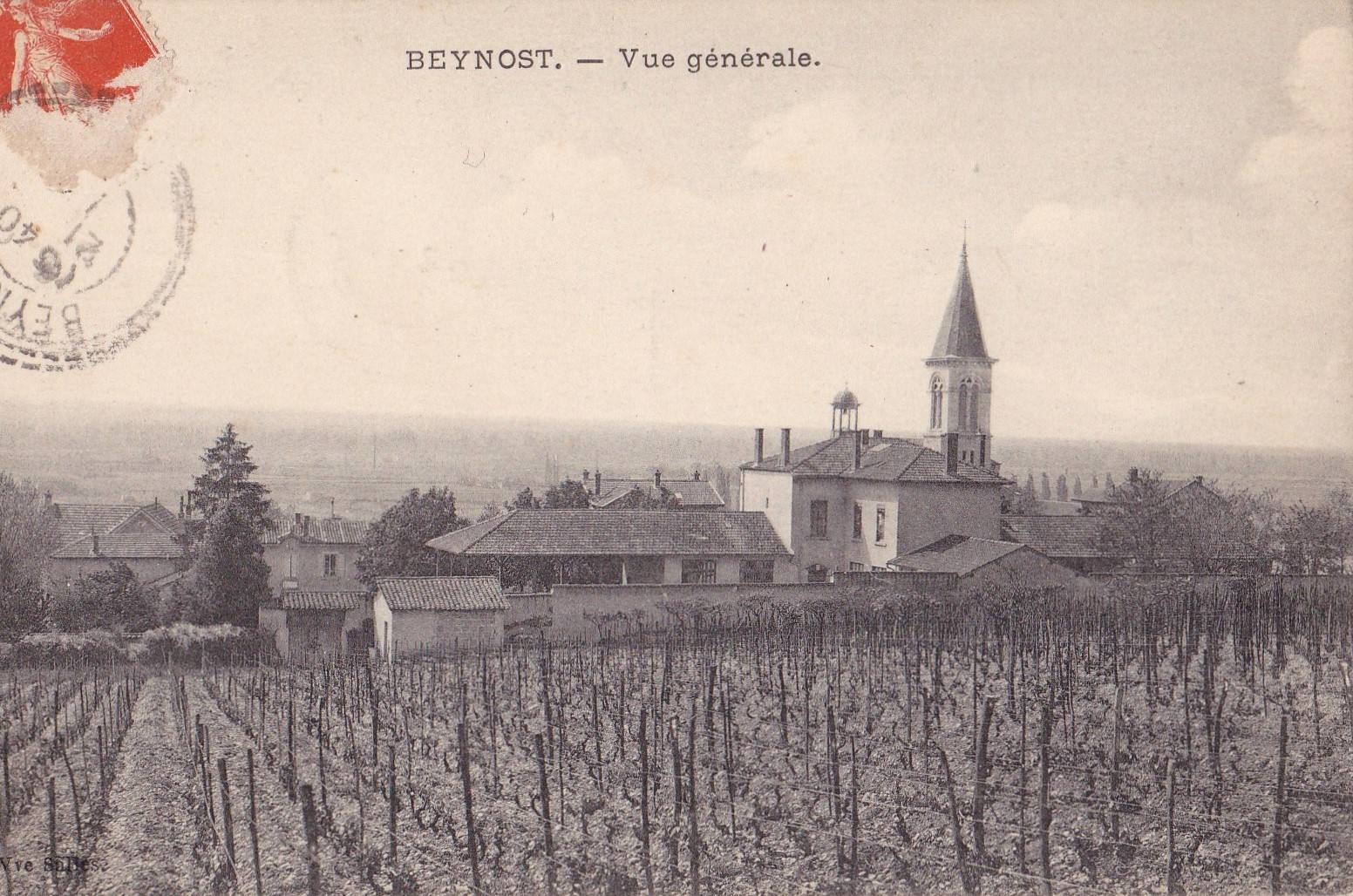
Vue dans les années 1910 : vignes au premier plan ; à droite la mairie actuelle et la seconde église Saint-Julien.

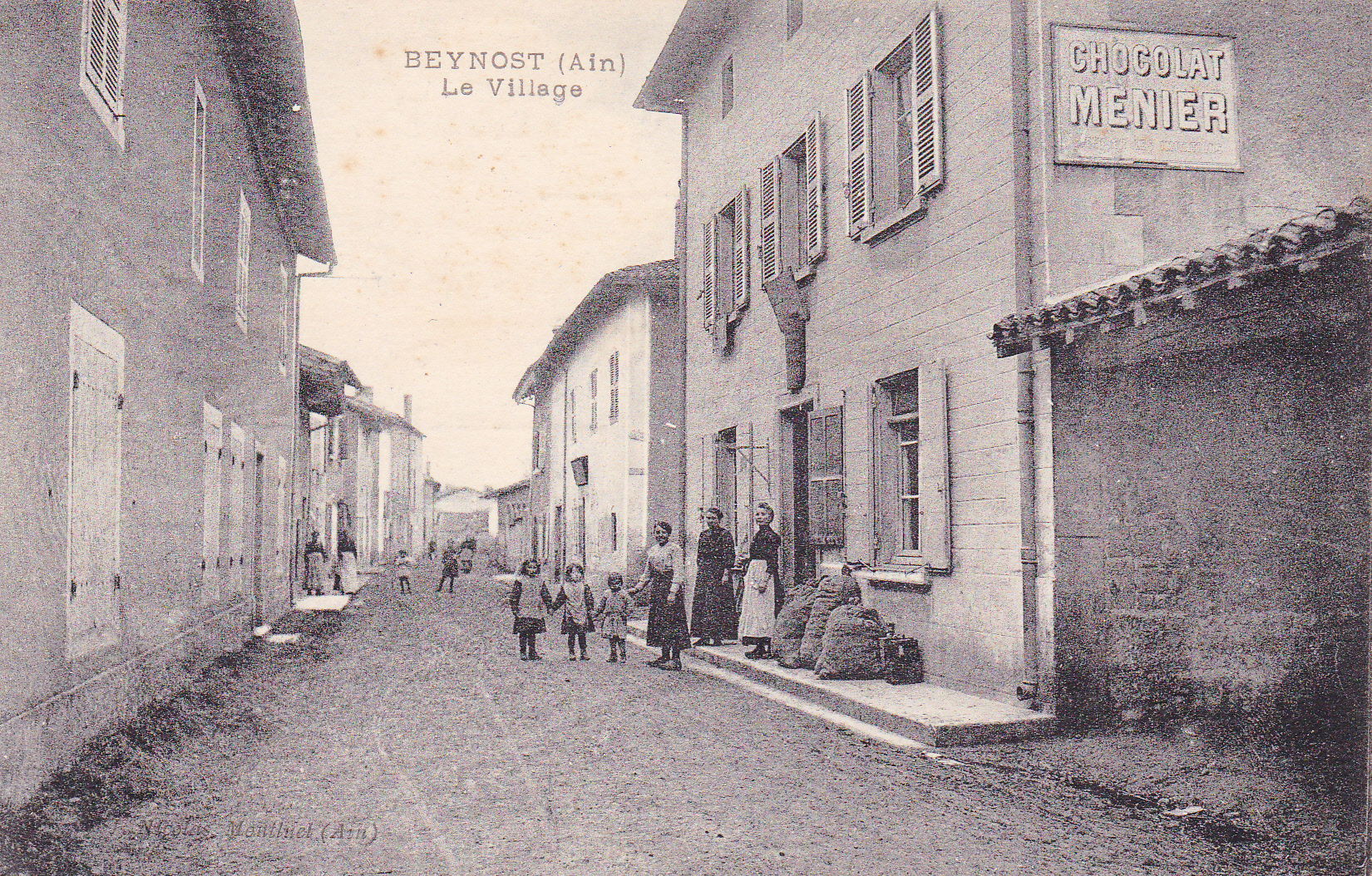
La rue centrale de Beynost, avant 1918.

Au XIXe siècle, il existe de nombreuses vignes sur le coteau. Grâce à une multitude de petits métiers liés à la proximité de Lyon, la commune n'a pas à subir un exode rural important et, à la fin du XIXe siècle, on y trouve de nombreux petits ateliers familiaux de métiers liés à l'industrie textile (passementiers, teinturiers et tisserands).
Le développement des transports (ligne de chemin de fer dans la seconde moitié du XIXe siècle, puis ligne de tramway au début du XXe) contribue à l'accroissement de multiples activités notamment agricoles : lait et élevage, culture maraîchère, dont le petit pois de Beynost qui fait partie des traditions de la commune.
Durant la Seconde Guerre mondiale, Beynost dépend du camp Didier basé à Mionnay, le 4e secteur de l'armée secrète dans le Rhône. Le camp Didier participe à la libération de Meximieux, évènement qui vaut à cette ville d'être décorée de la médaille de la Résistance.

## Politique et administration

### Tendances politiques et résultats
Au second tour de l'élection présidentielle de 2002, les électeurs ont voté à 77,28 % pour Jacques Chirac (RPR) et à 22,72 % pour Jean-Marie Le Pen (FN), avec une participation de 75,43 % ; au second tour de l'élection présidentielle de 2007 la participation est bien supérieure : 87,69 %. 64,63 % des électeurs ont voté pour Nicolas Sarkozy (UMP) et 35,37 % pour Ségolène Royal (PS). En 2007, 67,50 % ont voté pour Nicolas Sarkozy (UMP) contre 32,50 % pour Ségolène Royal (PS). La participation, en hausse comparée à 2002, a atteint 88,73 %. En 2012, le premier tour voit Nicolas Sarkozy (UMP) arriver en tête avec 37,07 % des suffrages exprimés, suivie de François Hollande (PS) avec 15,82 % et Marine Le Pen (FN) crédité de 19,46 % ; la participation a été de 84,29 %. Au second tour, Nicolas Sarkozy l'emporte avec 60,86 % des suffrages exprimés contre 39,14 % à François Hollande. La participation, un peu plus faible qu'au premier tour, est de 83,18 %.

### Répartition du conseil municipal
Voici ci-dessous le partage des sièges au sein du Conseil municipal de la commune, à la suite des élections municipales de 2008 :
Le maire dispose de huit adjoints et de dix-huit conseillers (dont six de l'opposition dans le conseil élu en 2008).

#### Dissensions de juin 2011
En juin 2011, des dissensions apparaissent entre le maire Michel Nicod et certains conseillers municipaux et adjoints de sa majorité, ces derniers jugeant son mode de gestion trop autoritaire,. Le maire a décidé de retirer, courant juin 2011, la délégation de signature à la communauté de communes de Miribel et du Plateau pour certains élus (à la fois, concernés par le conflit et représentants de Beynost) avant d'obtenir par un vote au conseil municipal la suppression de la fonction d'adjoint pour quatre d'entre eux. Le 24 novembre 2011, l'un d'entre eux, Pierre Niel, retrouve sa fonction d'adjoint.

##### Démission de Michel Nicod en 2016
En avril 2016, le maire Michel Nicod annonce sa démission prochaine et émet le souhait d'être remplacé à ce poste par Caroline Terrier, conseillère municipale et élue au conseil départemental. Caroline Terrier est effectivement élue maire en mai 2016.

### Liste des maires
Depuis la fin de la Seconde Guerre mondiale, huit maires se sont succédé.
| Période | Période  | Identité            | Étiquette        | Qualité |
| ------- | -------- | ------------------- | ---------------- | --- |
| 1945    | 1965     | Henry Gabrielle     |                  | médecin |
| 1965    | 1969     | Lucien Breton       |                  | |
| 1969    | 1981     | André Enjolras      | Mvt.réf.         | Cadre d'industrie                                                                                                 |
| 1981    | 1983     | Michel Derain       |                  | |
| 1983    | 1985     | Jean Lamy           |                  | |
| 1985    | 1995     | Yves Voisin         |                  | |
| 1995    | 2008     | Claude-Jean Garnier | DVD              | |
| 2008    | 2016     | Michel Nicod        | DVD              | Retraité |
| 2016    | En cours | Caroline Terrier    | LR puis Horizons | Conseillère départementale du canton de Miribel Présidente de la communauté de communes Membre de LR jusqu'à 2021 |

#### Les «maires André»

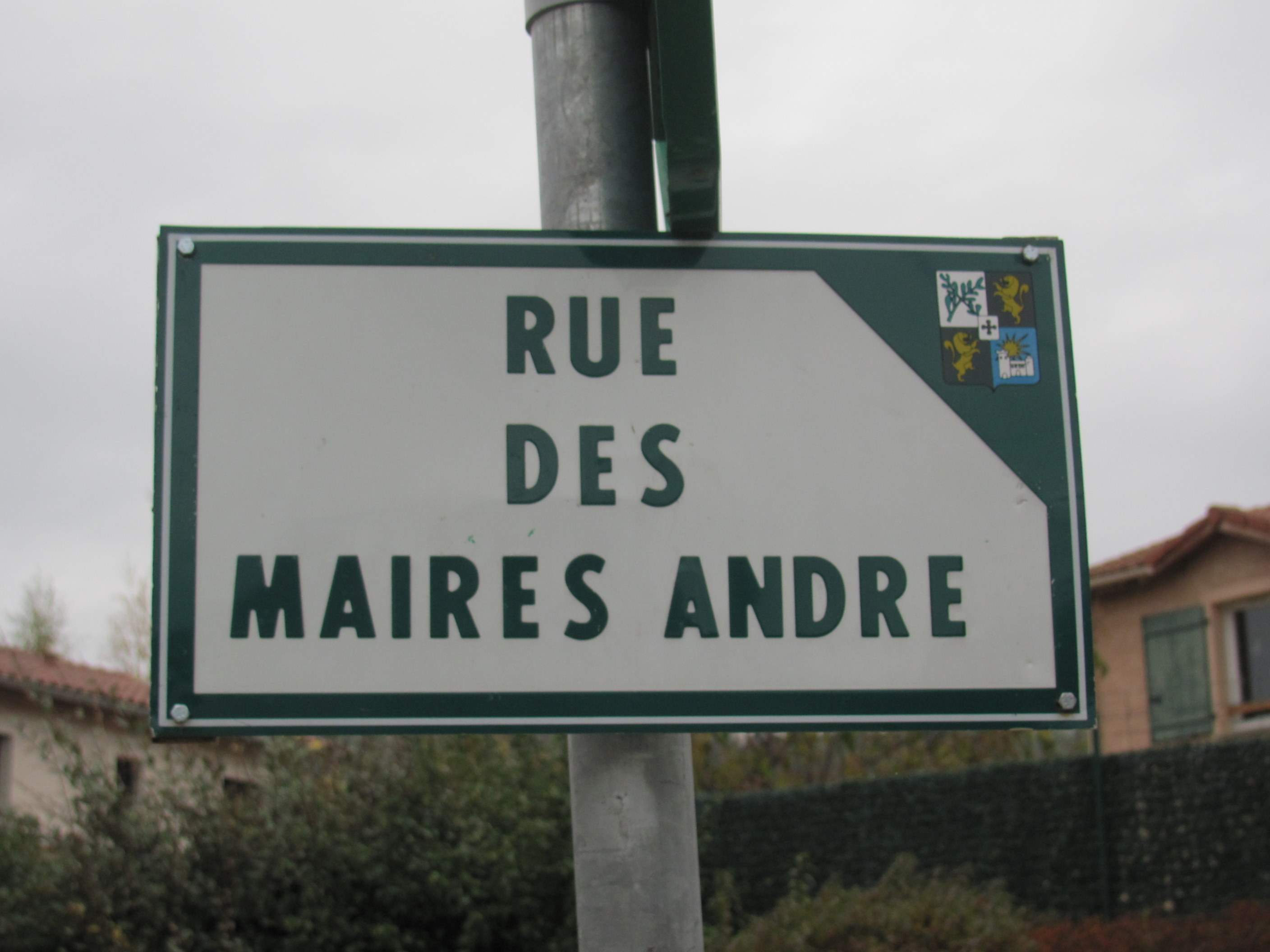
Rue des Maires-André, à Beynost.

De 1833 à 1944, quatre maires André se succédèrent de père en fils, à la tête de Beynost. Claude (1789 - 1866) fut maire de 1832 à 1843 ; son fils Claude (1815 - 1903) de 1872 à 1878 et de 1884 à 1888 ; son petit-fils Jean-Marius (1860 - 1931) sera maire de 1888 à 1931 ; enfin, Claudius (1891 - 1945), polytechnicien, son arrière-petit-fils est maire de 1932 à 1944.
Jean André (né en 1795), maire de 1843 à 1845, n'a pas de liens familiaux prouvés avec la famille précédente.

### Politique environnementale

#### Gestion des déchets

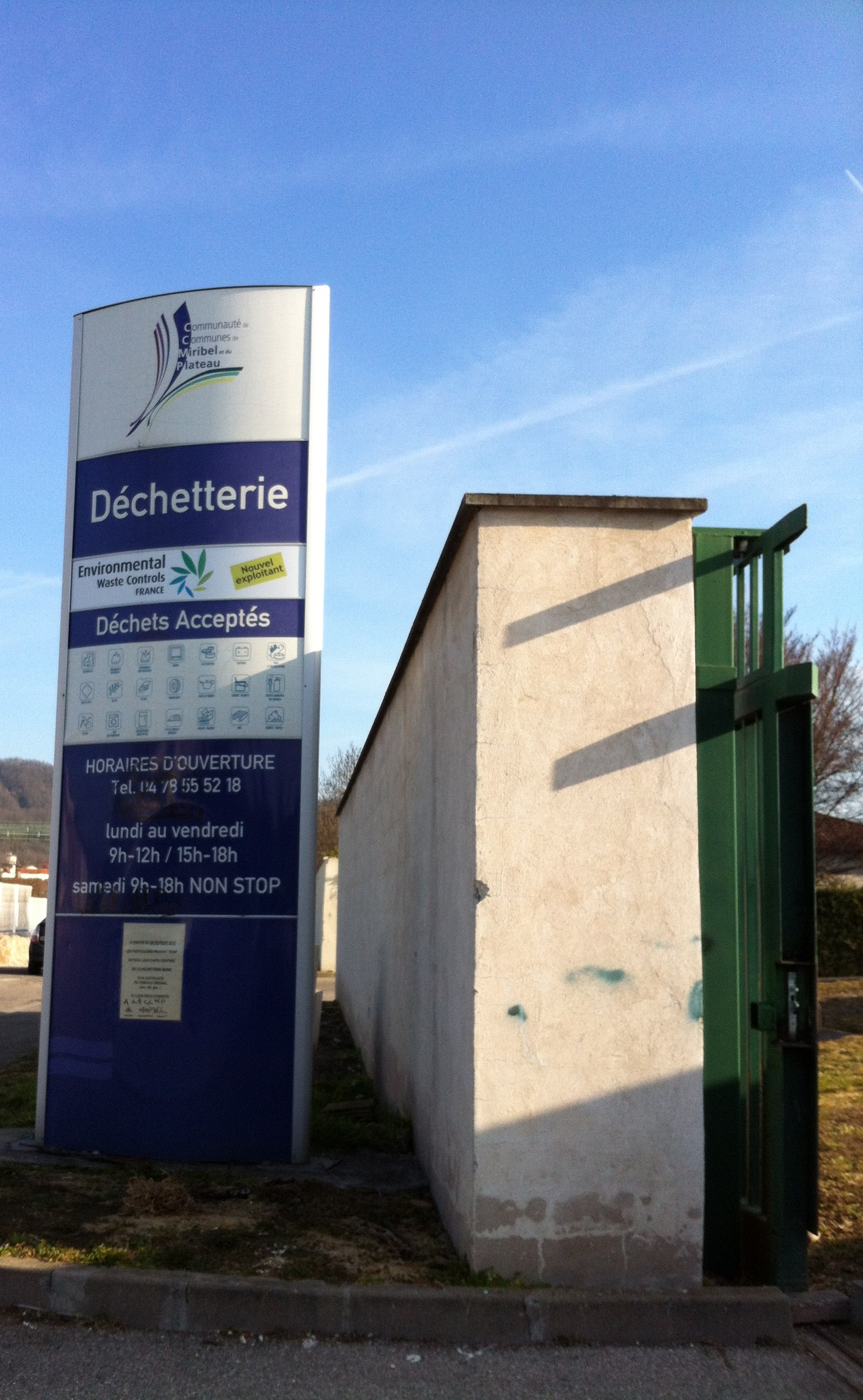
Déchèterie communautaire, située à Miribel.

Appartenant à la communauté de communes de Miribel et du Plateau, la commune de Beynost participe au fonctionnement de la déchèterie communautaire, située à Miribel, sur la zone industrielle de la Tuillière.

#### Prévention des inondations
Le risque d'inondations dues au ruissellement sur le coteau est particulièrement élevé à Beynost ; en effet, à l'instar de ses voisines, la commune a déjà fait l'objet d'arrêtés de catastrophe naturelle pour cause d'inondations. Beynost est donc partie prenante du plan de prévention initié par la communauté de communes de Miribel et du Plateau ; en particulier, la création de bassins de rétention (dans chaque commune) et la construction de gabions (empierrement) sur le coteau, destinés à casser la vitesse de ruissellement. Plusieurs équipements de lutte et de prévention contre le ruissellement se trouvent sur le territoire de la commune ; outre l'arboretum de Beynost, on peut citer : le bassin d'infiltration « Le Mont », le bassin écrèteur de Lormoz, le piège à limons « Le Trivoly » ou encore l'aménagement des torrents « Le Pannerel » et de « Pisse Moine ».

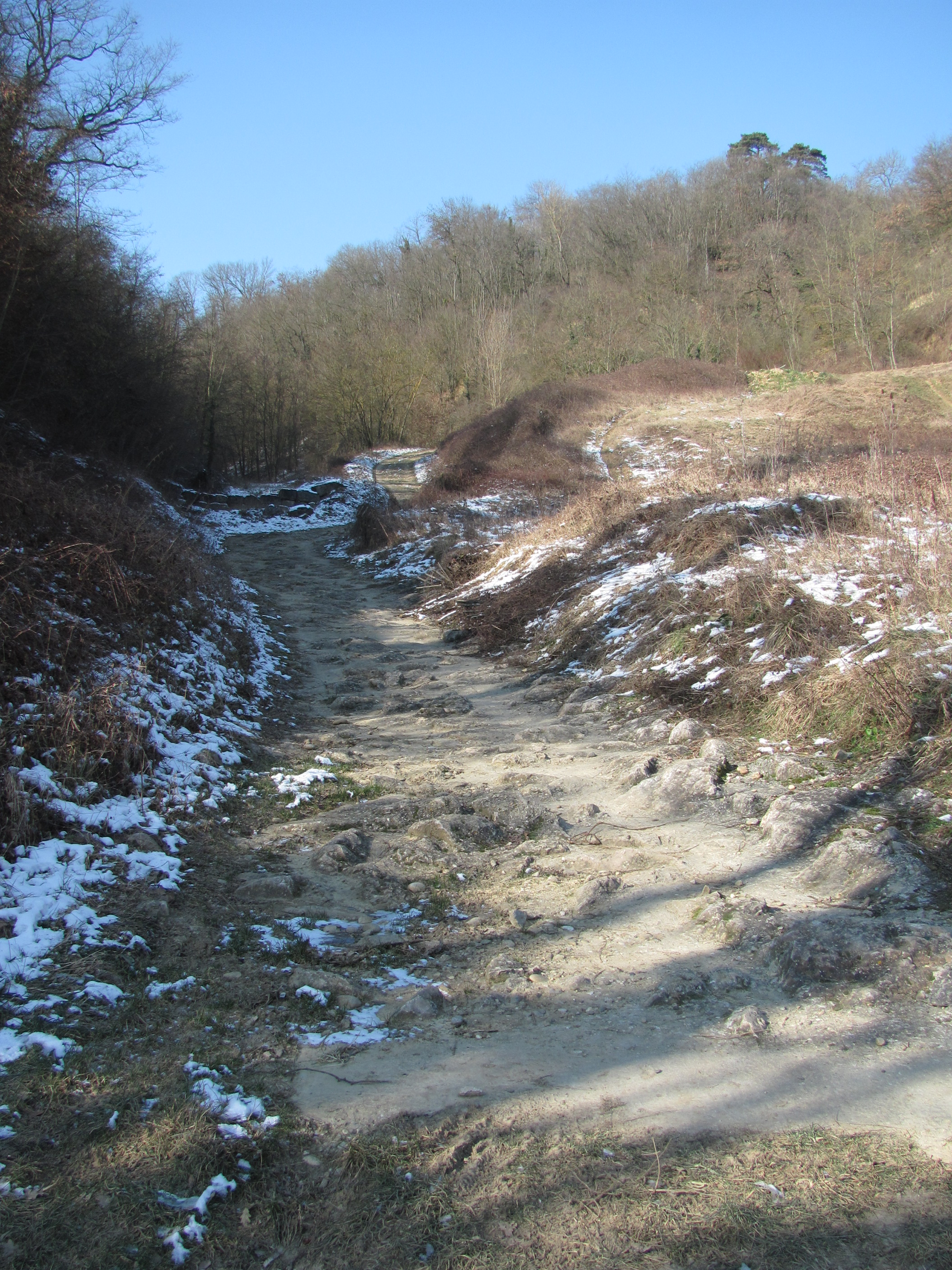
Vue du bas du torrent « Le Pannerel ».
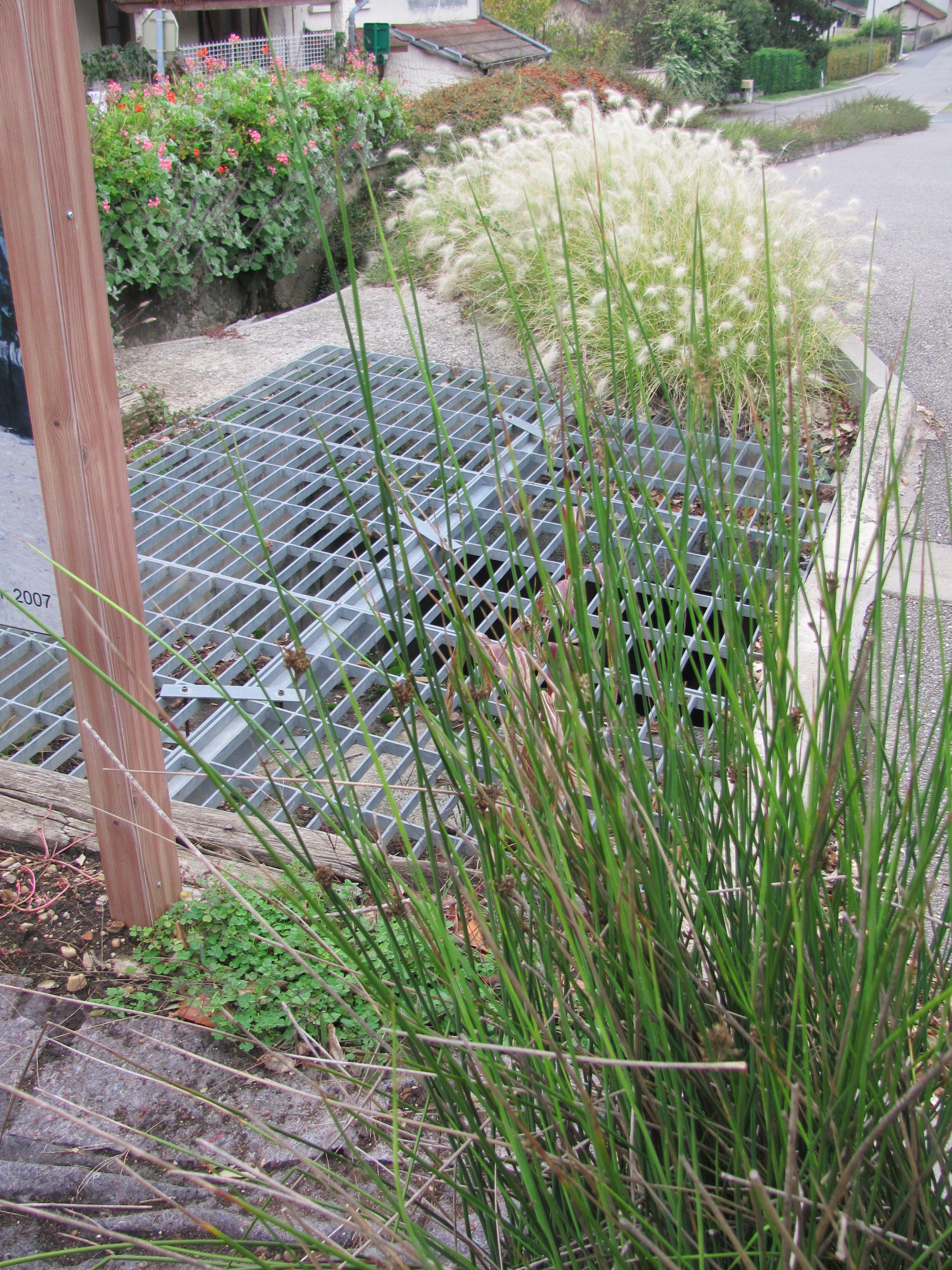
Piège à limons « Le Trivoly ».
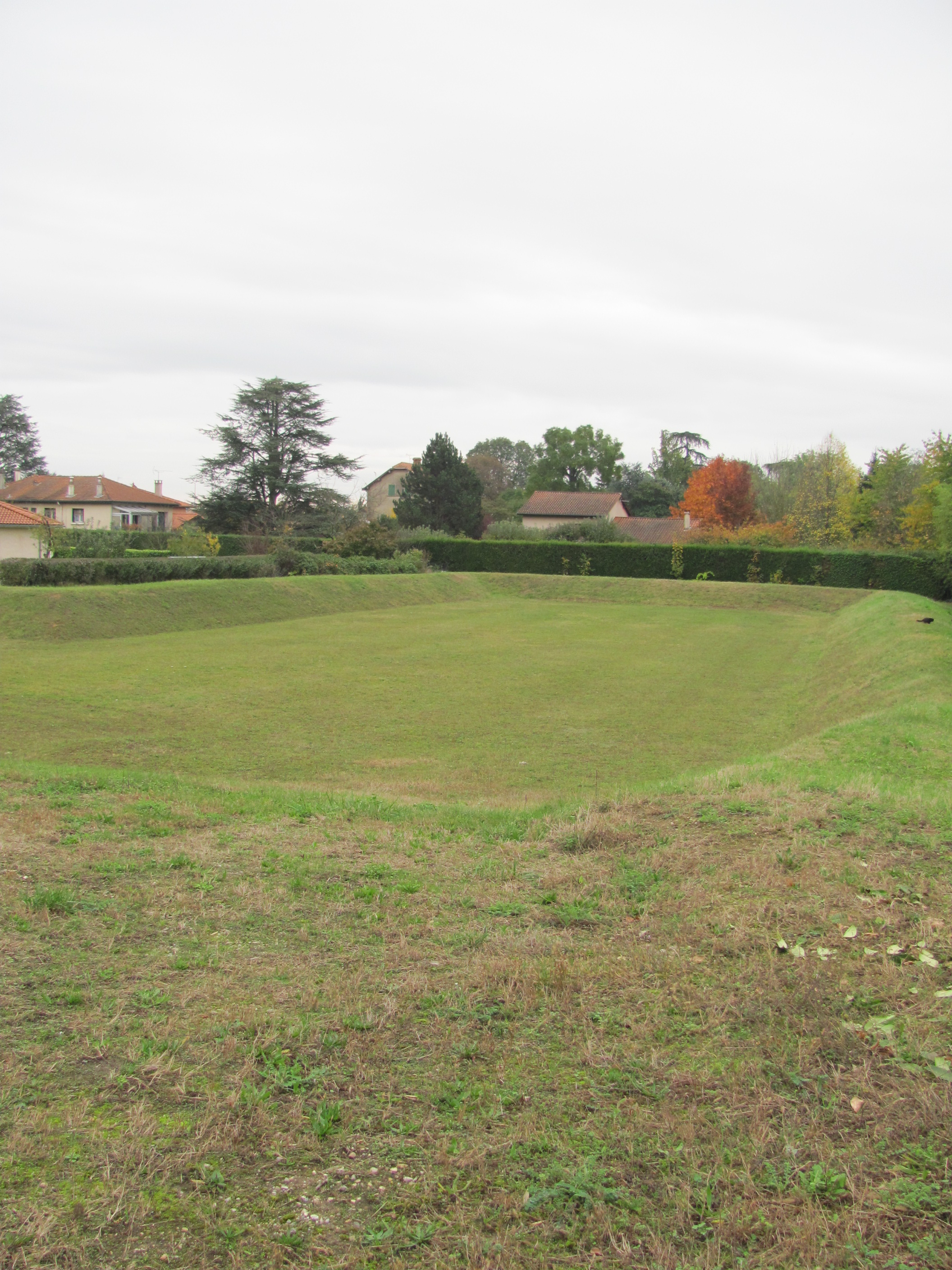
Bassin écrèteur de Lormoz.

### Jumelages

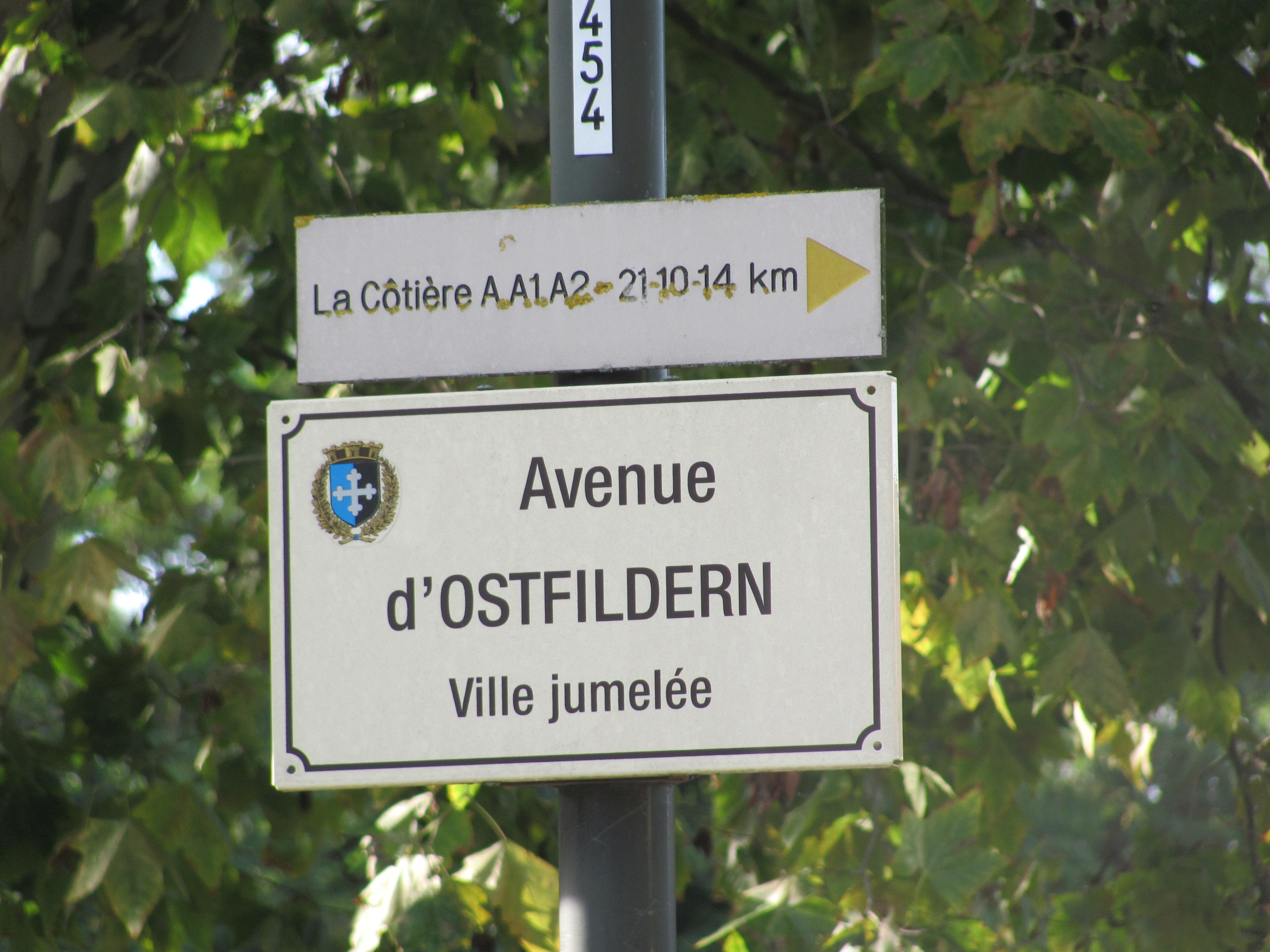
L'avenue Ostfildern à Montluel.

Au 17 mars 2012, Beynost est jumelée avec Ostfildern (Allemagne) dans le cadre de l'association de jumelage entre cette ville allemande d'une part, Montluel et sa communauté de communes d'autre part. Ce jumelage existe depuis 1978.
| Ostfildern Montluel |

## Population et société

### Démographie

#### Évolution démographique
L'évolution du nombre d'habitants est connue à travers les recensements de la population effectués dans la commune depuis 1793. Pour les communes de moins de 10 000 habitants, une enquête de recensement portant sur toute la population est réalisée tous les cinq ans, les populations de référence des années intermédiaires étant quant à elles estimées par interpolation ou extrapolation. Pour la commune, le premier recensement exhaustif entrant dans le cadre du nouveau dispositif a été réalisé en 2004.
En 2022, la commune comptait 4 936 habitants, en évolution de +8,32 % par rapport à 2016 (Ain : +5,15 %, France hors Mayotte : +2,11 %).
| 1793 | 1800 | 1806 | 1821 | 1831 | 1836 | 1841 | 1846 | 1851 |
| ---- | ---- | ---- | ---- | ---- | ---- | ---- | ---- | ---- |
| 770  | 847  | 862  | 922  | 870  | 852  | 833  | 869  | 909  |

| 1856 | 1861 | 1866 | 1872 | 1876 | 1881 | 1886 | 1891 | 1896 |
| ---- | ---- | ---- | ---- | ---- | ---- | ---- | ---- | ---- |
| 906  | 945  | 960  | 862  | 855  | 869  | 833  | 858  | 902  |

| 1901 | 1906 | 1911 | 1921 | 1926 | 1931  | 1936  | 1946  | 1954  |
| ---- | ---- | ---- | ---- | ---- | ----- | ----- | ----- | ----- |
| 912  | 850  | 865  | 913  | 955  | 1 303 | 1 117 | 1 128 | 1 247 |

| 1962  | 1968  | 1975  | 1982  | 1990  | 1999  | 2004  | 2006  | 2009  |
| ----- | ----- | ----- | ----- | ----- | ----- | ----- | ----- | ----- |
| 1 386 | 1 763 | 2 311 | 2 714 | 3 141 | 3 530 | 4 063 | 4 174 | 4 371 |

| 2014  | 2019  | 2022  | - | - | - | - | - | - |
| ----- | ----- | ----- | - | - | - | - | - | - |
| 4 541 | 4 754 | 4 936 | - | - | - | - | - | - |

#### Pyramide des âges
En 2021, le taux de personnes d'un âge inférieur à 30 ans s'élève à 34,5 %, soit en dessous de la moyenne départementale (35,3 %). À l'inverse, le taux de personnes d'âge supérieur à 60 ans est de 24,5 % la même année, alors qu'il est de 24,3 % au niveau départemental.
En 2021, la commune comptait 2 389 hommes pour 2 488 femmes, soit un taux de 51,01 % de femmes, légèrement supérieur au taux départemental (50,65 %).
Les pyramides des âges de la commune et du département s'établissent comme suit :
| Hommes | Classe d’âge | Femmes |
| ------ | ------------ | ------ |
| 0,5    | 90 ou +      | 1,1    |
| 7,6    | 75-89 ans    | 8,8    |
| 15,3   | 60-74 ans    | 15,6   |
| 23,0   | 45-59 ans    | 22,9   |
| 17,1   | 30-44 ans    | 19,0   |
| 16,3   | 15-29 ans    | 14,2   |
| 20,2   | 0-14 ans     | 18,5   |

| Hommes | Classe d’âge | Femmes |
| ------ | ------------ | ------ |
| 0,6    | 90 ou +      | 1,6    |
| 6,3    | 75-89 ans    | 8,1    |
| 15,5   | 60-74 ans    | 16,2   |
| 21     | 45-59 ans    | 20,4   |
| 19,8   | 30-44 ans    | 19,8   |
| 16,4   | 15-29 ans    | 15     |
| 20,4   | 0-14 ans     | 18,9   |

### Enseignement

Collège Louis-Armstrong de Beynost.

La commune dispose d'une école maternelle, d'une école primaire, d'un service d'aide au devoir et d'une garderie pour les élèves (GABI) et du collège Louis-Armstrong.
En outre, le lycée de la Côtière à La Boisse est très proche.

### Santé
En 2008, six médecins généralistes sont installés dans la commune ; sont installés également : un dentiste, trois infirmiers, trois kinésithérapeutes et une pharmacie. Enfin, en 2008 toujours, était présent à Beynost, un service de soins à domicile pour les personnes âgées.
Le service d'urgence le plus proche est celui de la clinique « Lyon Nord » à Rillieux-la-Pape.

### Sports et associations

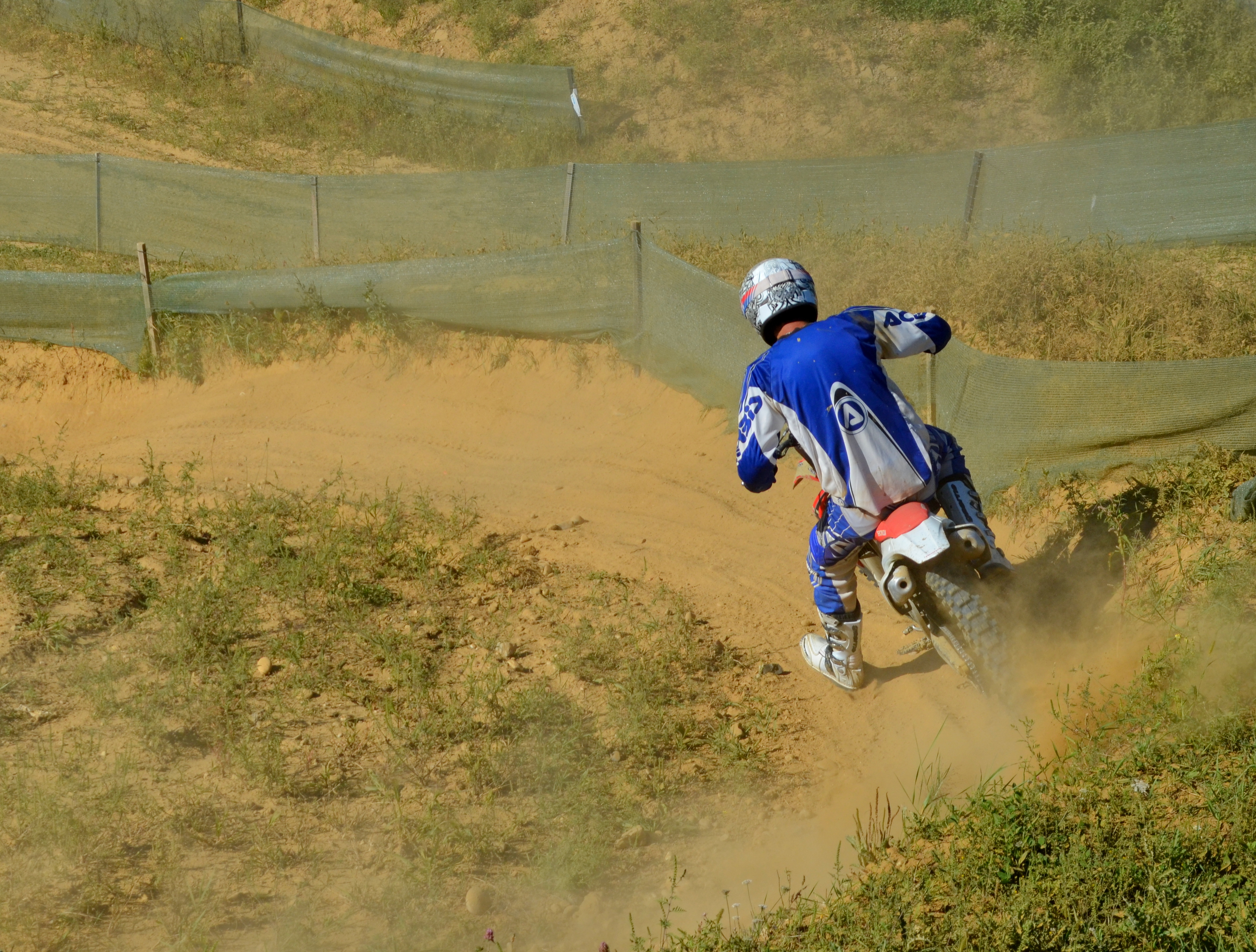
Un pilote de moto-cross sur la piste de la Flèche motocycliste de Beynost.

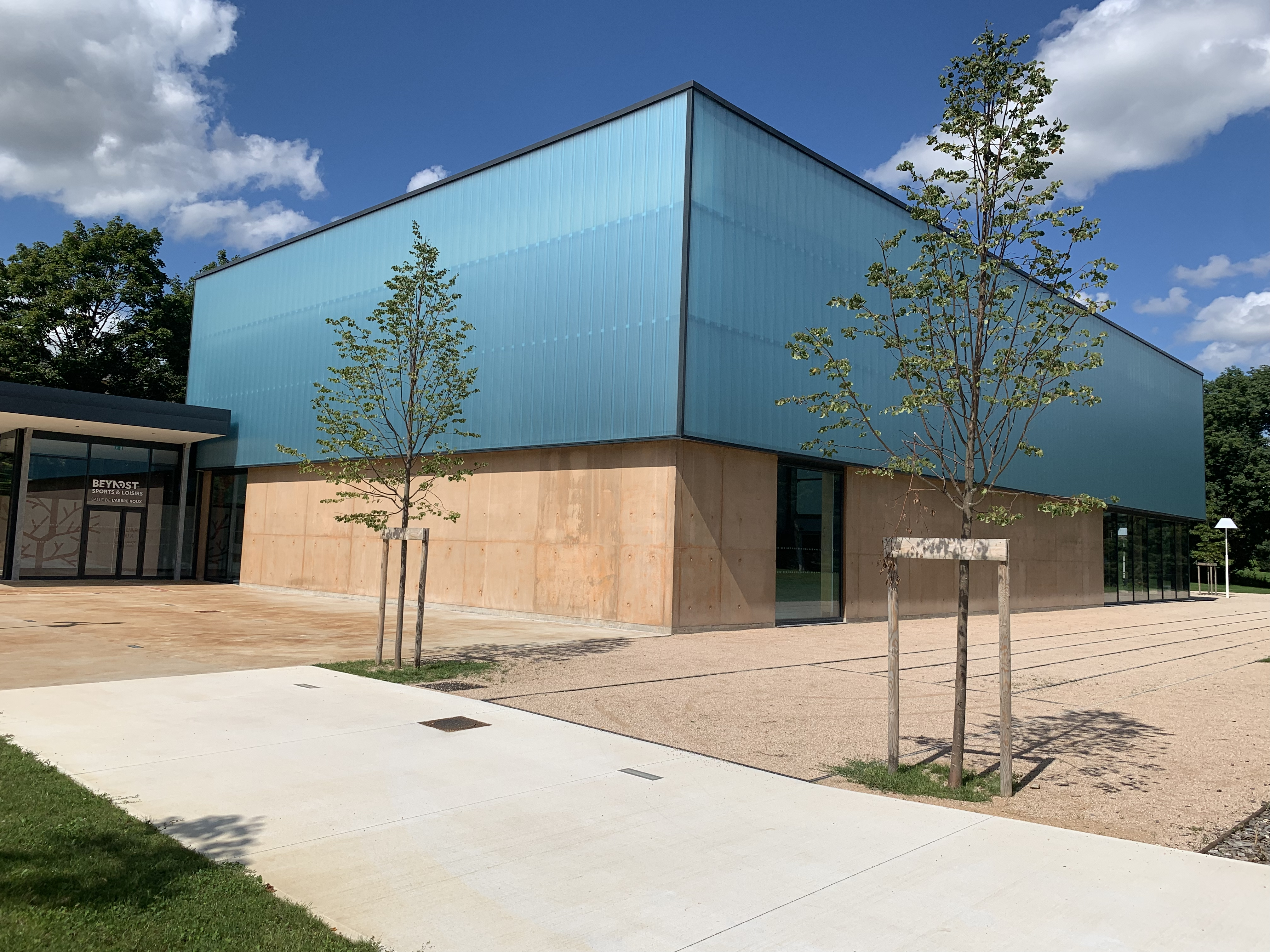
Salle de l'Arbre-Roux.

Le complexe sportif Le Mas de Roux inclut la salle sportive de l'Arbre Roux. Le site permet entre autres la pratique du tennis, du football et du basket-ball et plus généralement des sports collectifs d'intérieur.
Plusieurs clubs sportifs sont actifs : club d'arts martiaux, club de musculation ou encore de moto-cross avec la Flèche motocycliste de Beynost (FMB) qui possède une piste à Beynost (45° 50′ 53″ N, 5° 00′ 16″ E).
De plus, une vie associative réunit de nombreux Beynolans dans la pratique d'activités diverses, parmi lesquelles le soutien aux écoles (Sou des Écoles Laïques), la pratique et l'enseignement de la musique (l’Espérance de Beynost et l’association musicale Gabriel-Chardon) et la cinéphilie (le cinéma associatif ABCD propose deux projections mensuelles dans la salle du Mas de Roux).

#### Football
L'ES Beynost, le club de football historique de la commune, a fusionné en 1999 avec trois autres clubs de la Côtière, pour donner naissance à Ain Sud Foot, club basé à Saint-Maurice-de-Beynost. L'ES Beynost avait réussi en coupe de France 1991-1992 à atteindre le 7e tour de la compétition (opposé à Cluses-Scionzier, alors club de CFA). Son président était alors Maurice Bourgeon, président d'Ain Sud de 1999 à 2019.

#### Bicycle motocross

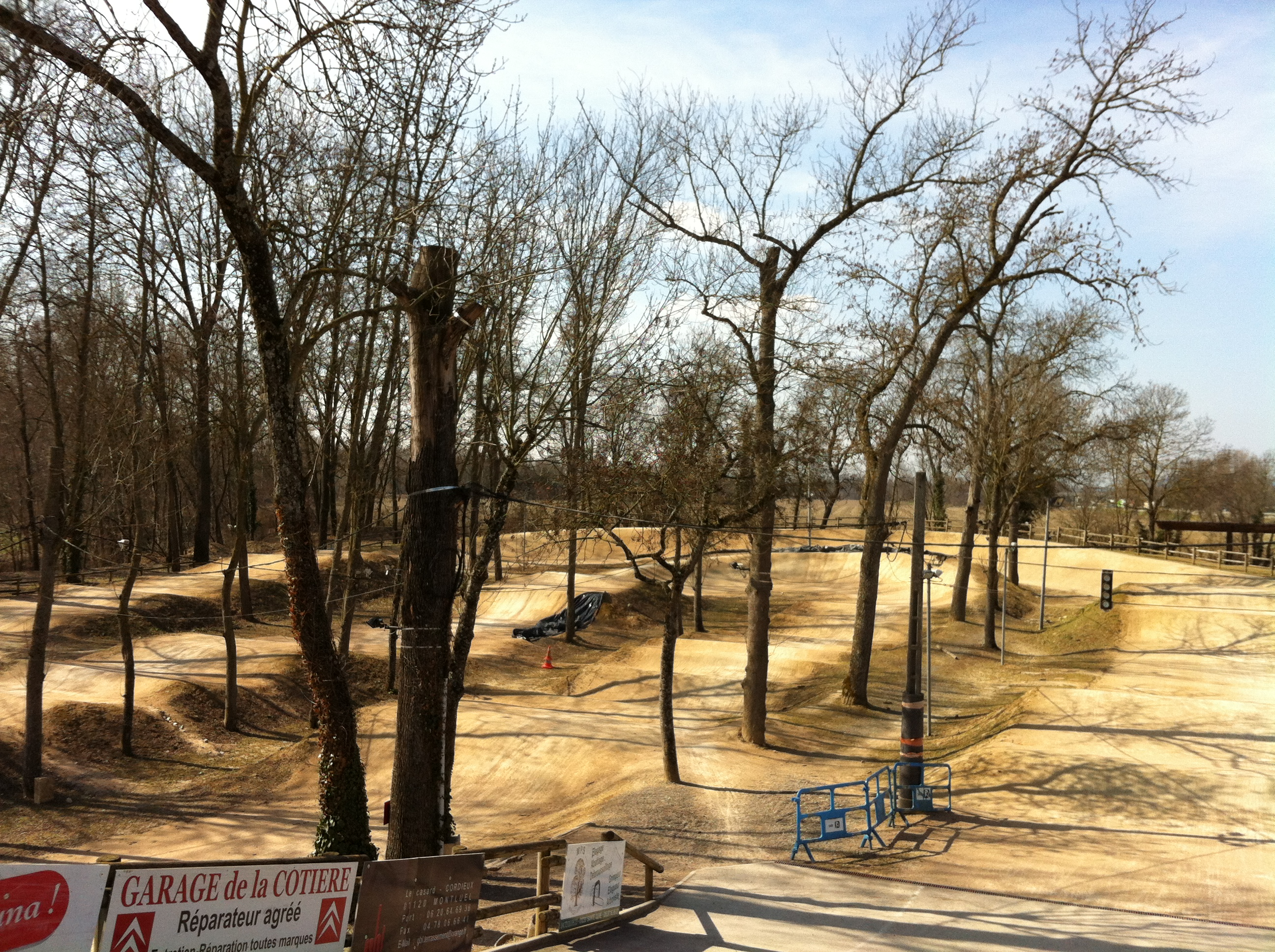
Vue de la piste du Beynost BMX La Côtière.

Un club de BMX est basé à Beynost, le Beynost BMX La Côtière, où le club dispose d'une piste, chemin du Pilon (dans la partie sud du territoire de Beynost, à proximité du Grand Parc), inaugurée le 19 mai 1986. À noter que le club a organisé sur sa piste, une épreuve de la coupe de France de BMX, les 6 et 7 mars 2010.
Plusieurs pilotes du club ont obtenu des titres et des podiums nationaux et internationaux : Guillaume Tourand est 2e aux championnats d'Europe 1993 alors que Christophe Boul devient champion d'Europe et du monde la même année, en BMX Cruiser. En 1994, Christophe Boul est à nouveau champion d'Europe. En 1996, Dimitri Jeziorek fait un podium aux championnats de France 1996 alors que Pierre Pithion termine 3e des championnats d'Europe 1996 avant de finir 5e, la même année, aux championnats du monde.

### Médias
Le journal Le Progrès propose une édition quotidienne dédiée à la Dombes et à la Côtière.
Les journaux Voix de l'Ain et le Journal de la Côtière sont des hebdomadaires qui proposent des informations locales pour les différentes régions du département de l'Ain.
La chaîne France 3 Rhône-Alpes est disponible dans la région.
Une station radio locale est émise depuis Montluel, la Fréquence Côtière. Depuis les années 2000, son nom a évolué pour devenir la station FC radio, l'essentiel.

### Cultes

#### Culte catholique
Au sein du diocèse de Belley-Ars dans l'archidiocèse de Lyon, la commune dépend du groupement paroissial de Miribel qui dispose d'un lieu de culte à Beynost : la seconde église Saint-Julien de Beynost. Au sein de ce groupe paroissial, se trouvent également : Miribel, Thil, le Mas Rillier, Saint-Maurice-de-Beynost, Neyron et Les Échets, c'est-à-dire les paroisses se trouvant dans le canton de Miribel.

#### Culte musulman
Deux salles de prières du culte musulman sont situées à Montluel, à proximité de Beynost. Une mosquée est implantée à Miribel.

## Économie

### Revenus de la population et fiscalité
En 2010, le revenu fiscal médian par ménage était de 41 176 €, ce qui plaçait Beynost au 1 977e rang parmi les 31 525 communes de plus de 39 ménages en métropole.

### Emploi
En 2008, la population de Beynost se répartissait ainsi : 75,2 % d'actifs et 8,8 % de retraités ; le taux de chômage était de 4,4 % contre 4,8 % en 1999. Seulement 19,7 % des actifs de 15 ans ou plus ayant un emploi qui résidaient à Beynost, travaillaient à Beynost ; 19,8 % travaillaient dans l'Ain et 59,5 % dans un autre département que l'Ain, notamment dans la Métropole de Lyon.
Population active de 15 à 64 ans selon la catégorie socioprofessionnelle à Beynost
|                              | Agriculteurs | Artisans, commerçants, chefs d'entreprise | Cadres, professions intellectuelles | Professions intermédiaires | Employés | Ouvriers | Population active totale |
| ---------------------------- | ------------ | ----------------------------------------- | ----------------------------------- | -------------------------- | -------- | -------- | ------------------------ |
| 2008                         | 4            | 150                                       | 496                                 | 654                        | 386      | 327      | 2 033                    |
| 1999                         | 12           | 156                                       | 320                                 | 472                        | 336      | 280      | 1 588                    |
| Sources des données : Insee. |              |                                           |                                     |                            |          |          |                          |

Une agence Pôle emploi pour la recherche d'emploi est localisée à proximité de Beynost, sur le territoire de Miribel.

### Entreprises et commerces

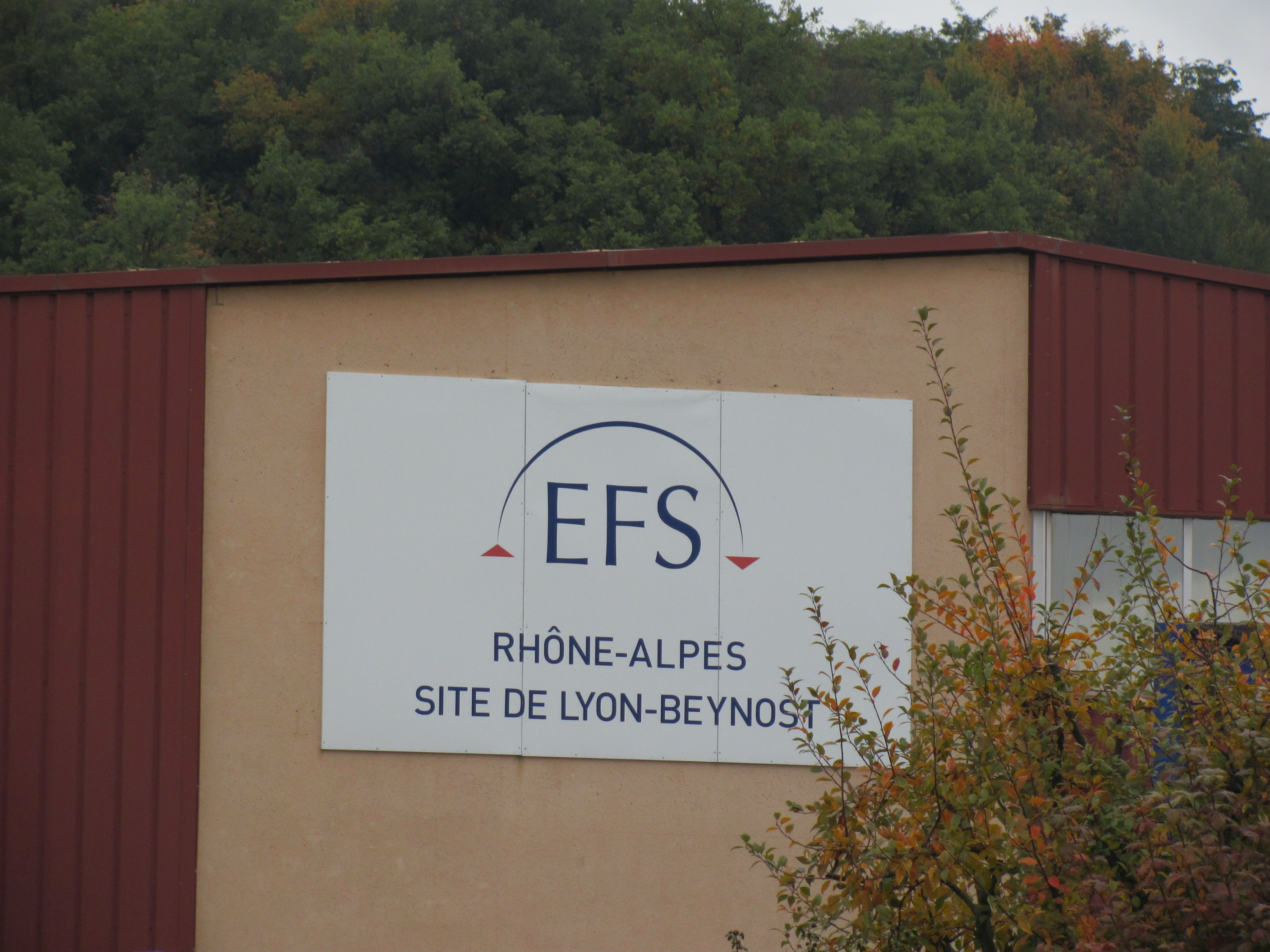
L'établissement français du sang Auvergne-Rhône-Alpes à Beynost.

Au 31 décembre 2009, Beynost comptait 472 établissements : 11 établissements agricoles, 39 spécialisés dans une activité industrielle, 47 dans la construction, 331 dans le commerce et 5 relatifs au secteur administratif.
En 2010, 45 entreprises ont été créées sur le territoire dont 39 sous le régime auto-entrepreneur.

#### Entreprises notables de la commune
L'établissement français du sang Auvergne-Rhône-Alpes était basé à Beynost avant de fermer au cours des années 2010.
France Air société spécialisée dans le traitement d'air est basée à Beynost. C'est également le cas d'Electricfil.
La zone d'aménagement concerté des Baterses inclut le centre commercial Beynost 2 organisé autour d'un hypermarché E.Leclerc. La ZAC des Malettes accueille depuis 2018 des entreprises dont ABB.

## Culture et patrimoine

### Monuments religieux

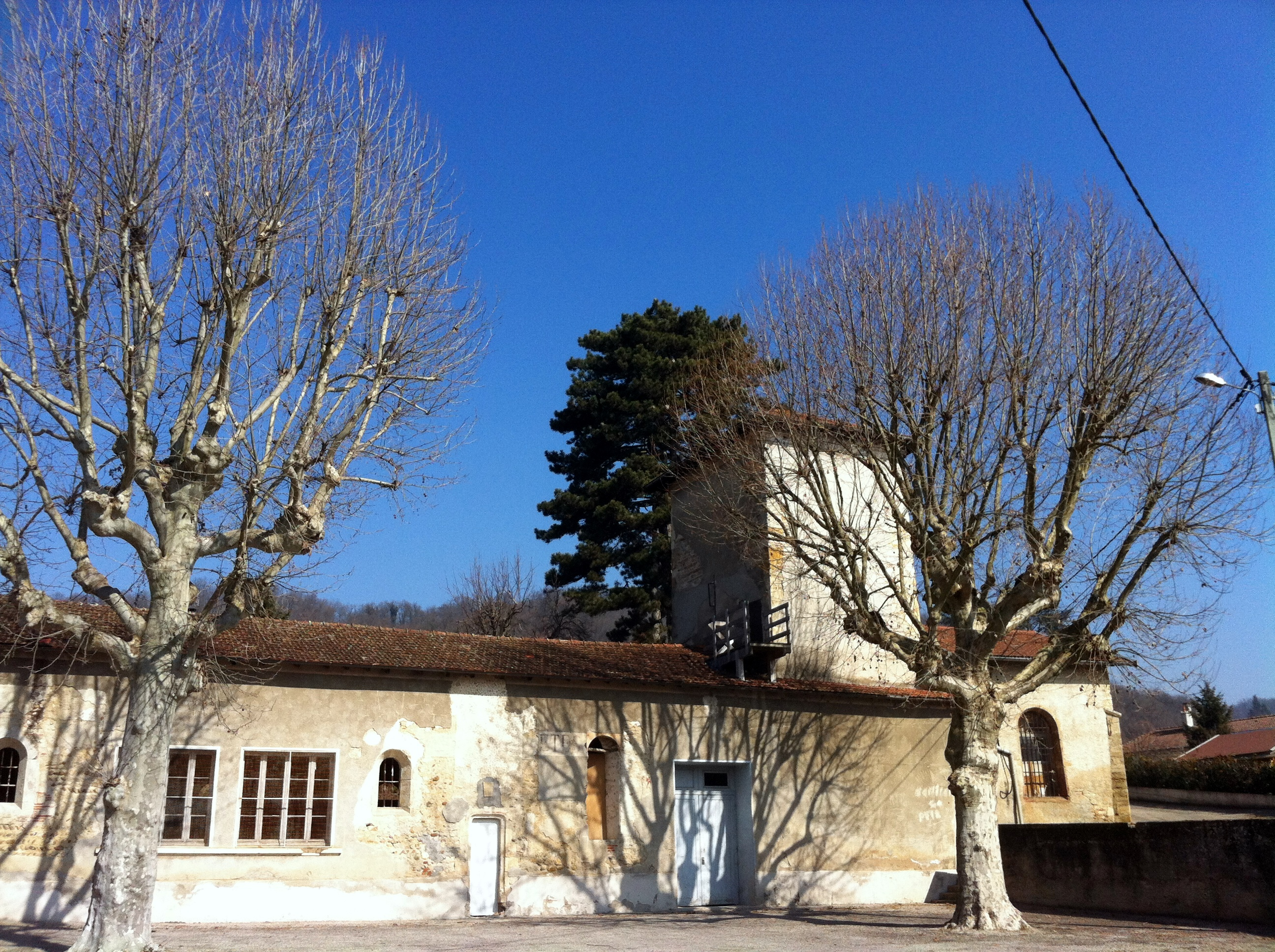
Église Saint-Julien de Beynost en 2012.

#### L'église Saint-Julien
Cette église romane construite avant le XIIe siècle se trouve à proximité de la mairie. Elle dépendait originellement de l'abbaye de l'Île Barbe, cette tutelle se perpétuant jusqu'en 1769. Le 5 août 1505, Guy Vernat, vicaire de Bresse fait construire une première chapelle : cette chapelle restera associée à la famille Debout (famille de Henri Debout évêque de Genève), jusqu'à sa démolition en 1911. Le 28 octobre 1810, la veuve d'Étienne Vincent-Marniola, haut fonctionnaire sous le Premier Empire et enterré à Beynost, fait construire une 4e chapelle ou elle fera déplacer le corps d'Étienne-Aimé Vincent, son fils, mort en bas âge. Malgré des restaurations au XIXe siècle, l'église cesse d'être un lieu de culte le 28 juin 1908 ; elle est alors transformée par l'architecte Barthélémy Delorme en salle des fêtes mise en service en 1911 (à noter que Barthélémy Delorme est également l'architecte de la seconde église de Beynost). L'église cessera d'être une salle des fêtes en 1989.
Devant l'église se trouve le monument aux morts du village, construit sous le mandat du maire Marius André, en 1922.

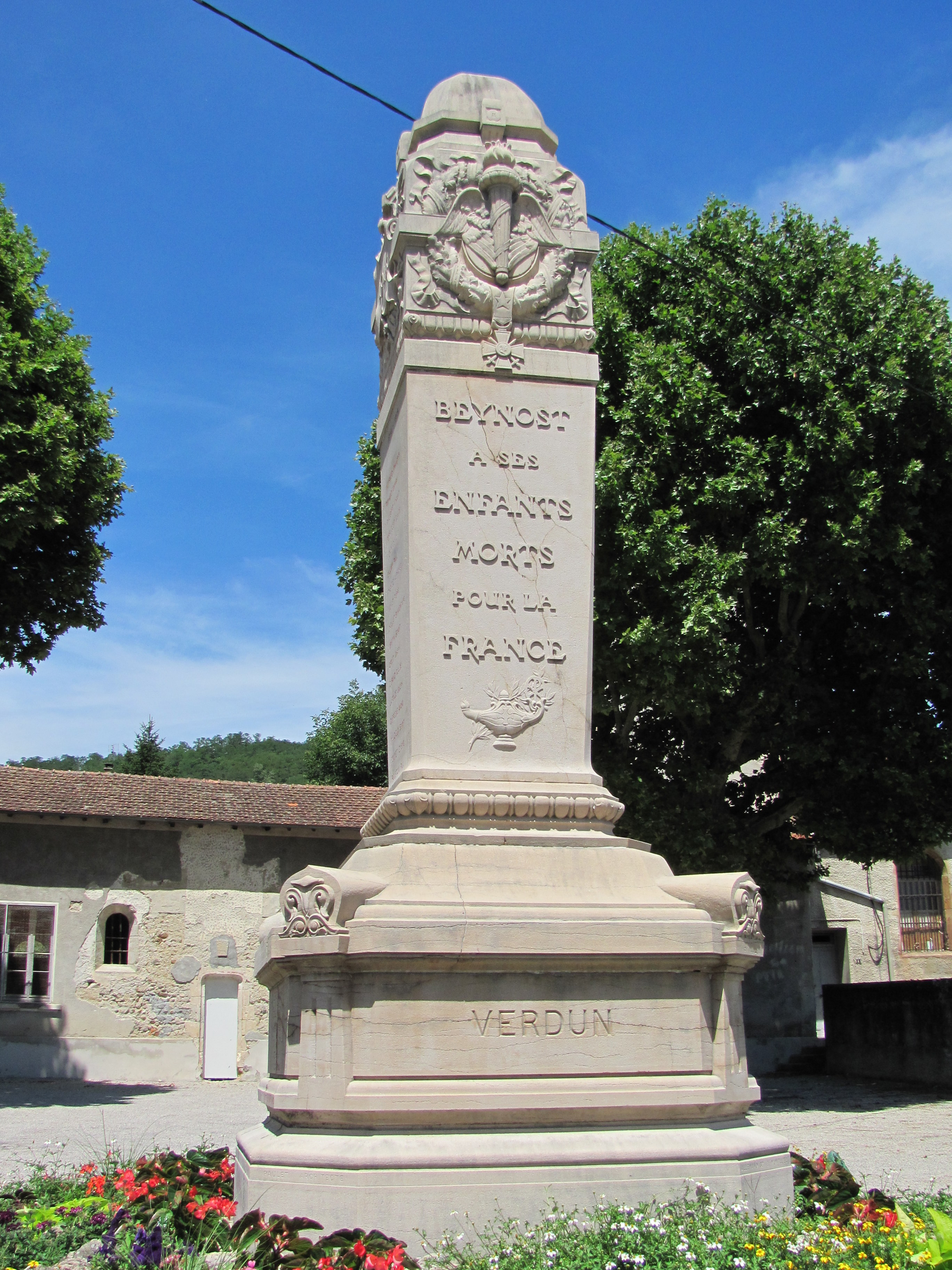
Le monument aux morts de Beynost.
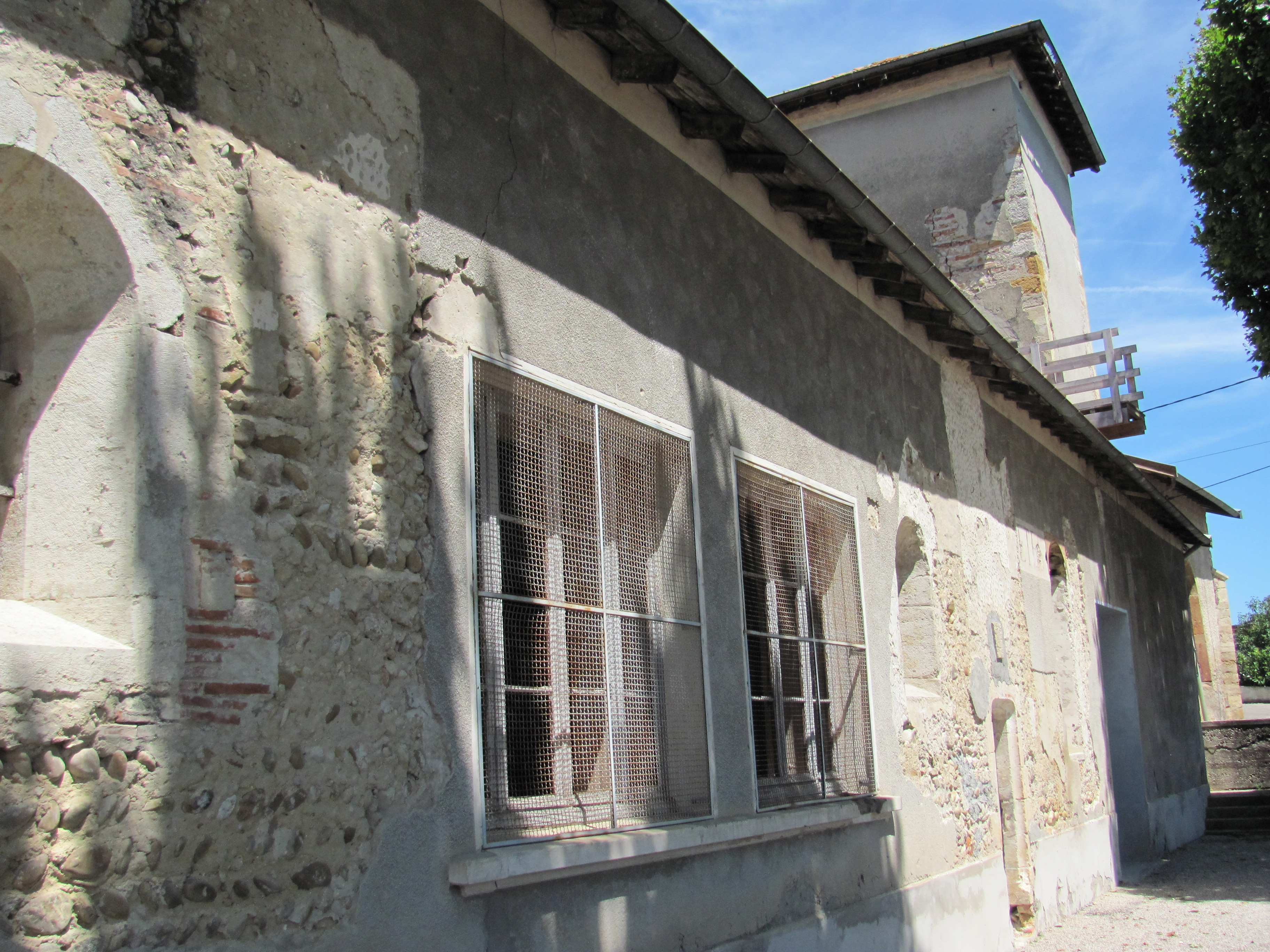
Vue de l'église Saint-Julien en 2011.

#### La seconde église Saint-Julien

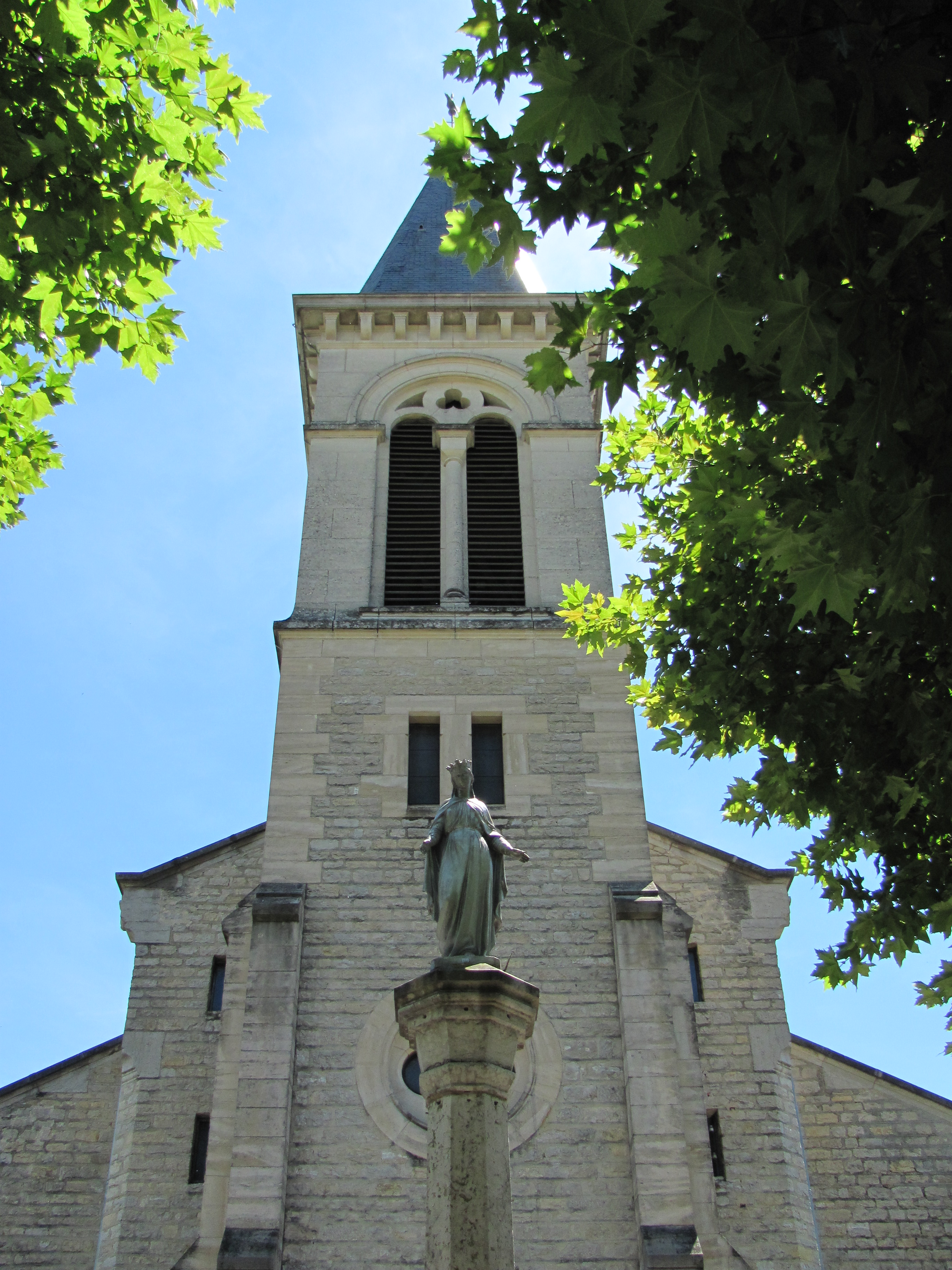
Vue de la seconde église de Beynost.

À la suite d'un legs d'une paroissienne, Catherine Meillard, stipulant qu’une église devait être construite avec la somme de 60 000 francs-or, cela dans un délai de quelques années, le projet d'une nouvelle église se concrétisa ; le 26 mai 1904, le conseil municipal et son maire Claude André évoquent la construction de cette nouvelle église. L'adjudication pour sa construction est donnée dès le 31 mai 1904 au Lyonnais Alexandre Bourdeaux. L'architecte de l'église est le même que celui de la transformation de l’église Saint-Julien en salle des fêtes, Barthélémy Delorme (il était le cousin du maire Claude André). La construction elle-même ne coûte rien à la commune grâce notamment à l'intervention du député Alexandre Bérard. La commune se charge, elle, du déplacement du mobilier religieux de la première à la seconde église et celle-ci est inaugurée le 28 juin 1908 en présence de monseigneur Labeuche, évêque de Belley. Cette église, tout comme la première, est dédiée à saint Julien.

#### Chapelle Saint-Pierre (disparue)
Située quartier Saint-Pierre (à proximité de l'EFS Rhône-Alpes), elle aurait été construite vers 710. Une vente aux enchères l'attribue à Jean Ballufin, en 1790 (vente enregistrée le 20 avril 1792 à Montluel). Aujourd'hui, rien ne reste de la chapelle si ce n'est une plaque commémorative.

### Monuments civils

#### Ancienne mairie et poste de Beynost

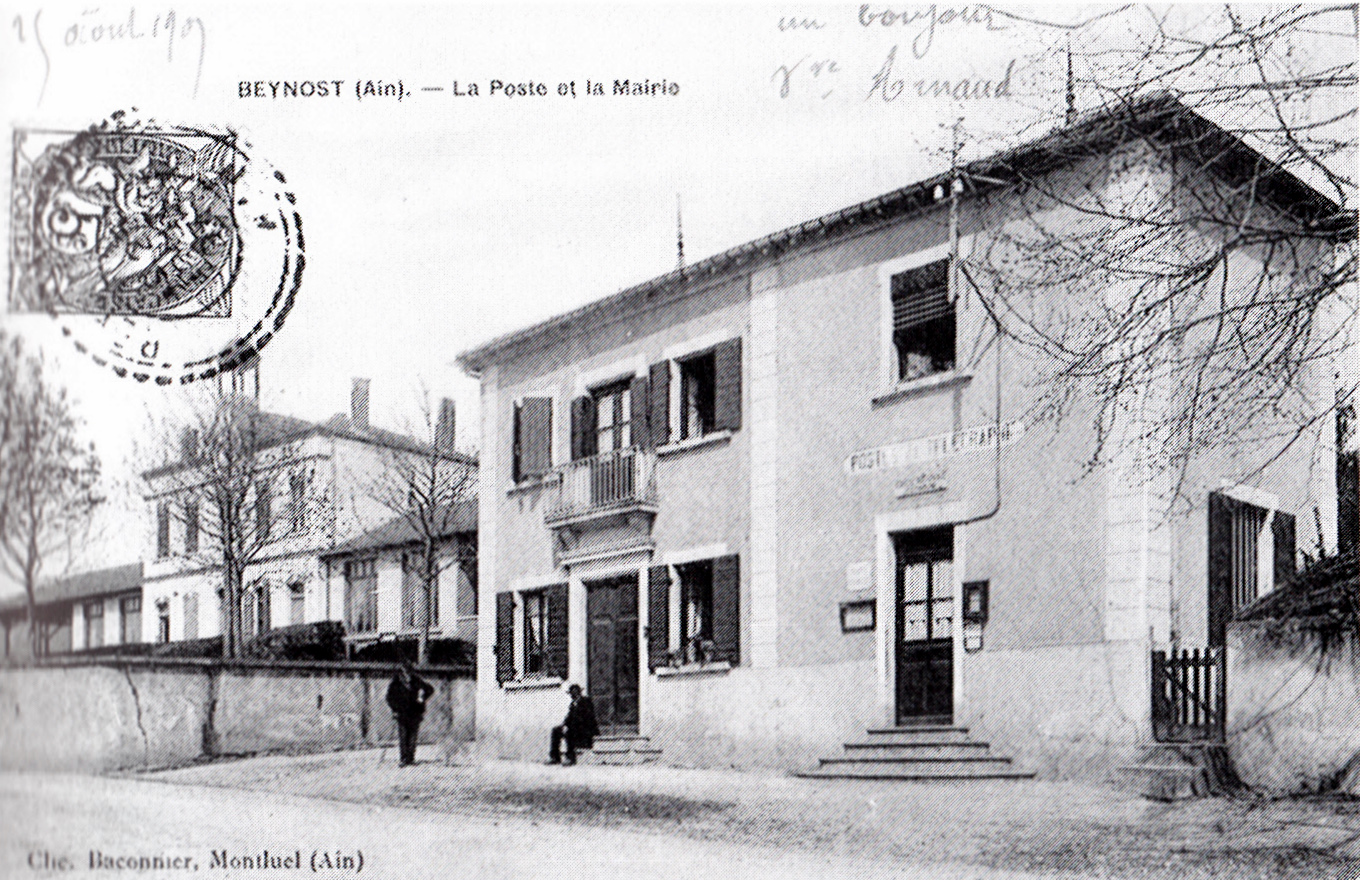
Ancienne mairie de Beynost, au début du XXe siècle.

Le plan de ce bâtiment fut établi le 3 mars 1866. En 1896, le bâtiment est transformé en bureau de poste. Enfin, en 1981, le bâtiment devient la cure du village. En 2012, le bâtiment est occupé, entre autres, par l'association d'histoire locale Mémoire d'hier pour demain qui se réunit deux lundis par mois.

#### Mairie actuelle
Le 28 février 1894, est décidée la construction d'une mairie - école, un projet d'utilisation en bureau de poste étant à l'ordre du jour. Cette cohabitation entre les deux fonctions durera jusqu'à 1977 et la construction du groupe scolaire. Aujourd'hui, seule la mairie occupe le bâtiment.

#### Les viaducs de la Côtière

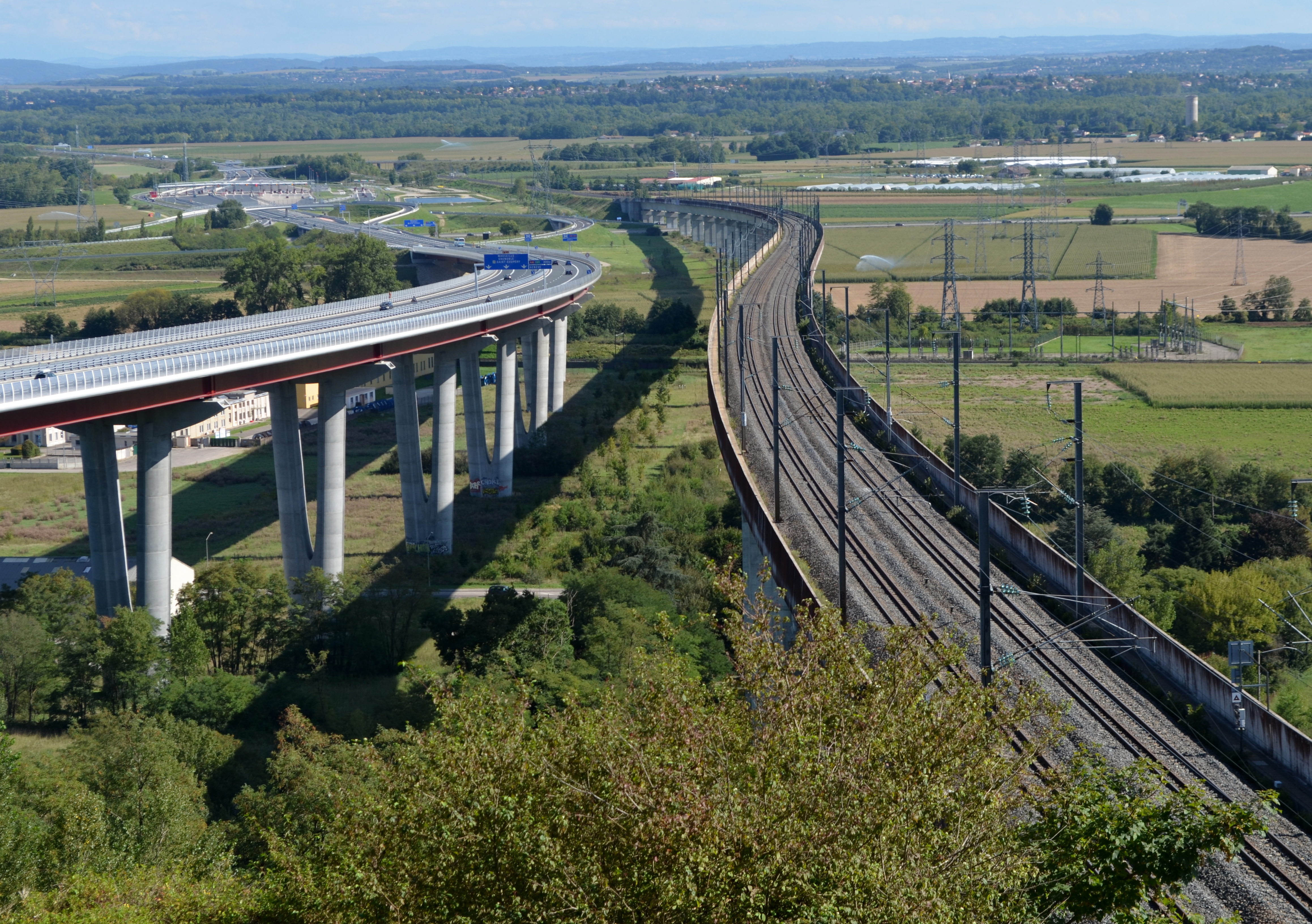
Les deux viaducs de la Côtière en 2014.

Le viaduc ferroviaire de la Côtière (construit en 1991) et le viaduc autoroutier de la Côtière (construit en 2011) passent à Beynost. Le viaduc ferroviaire de la Côtière est le plus long pont de l’Ain et l'un des plus longs de France.

#### Le château du Soleil

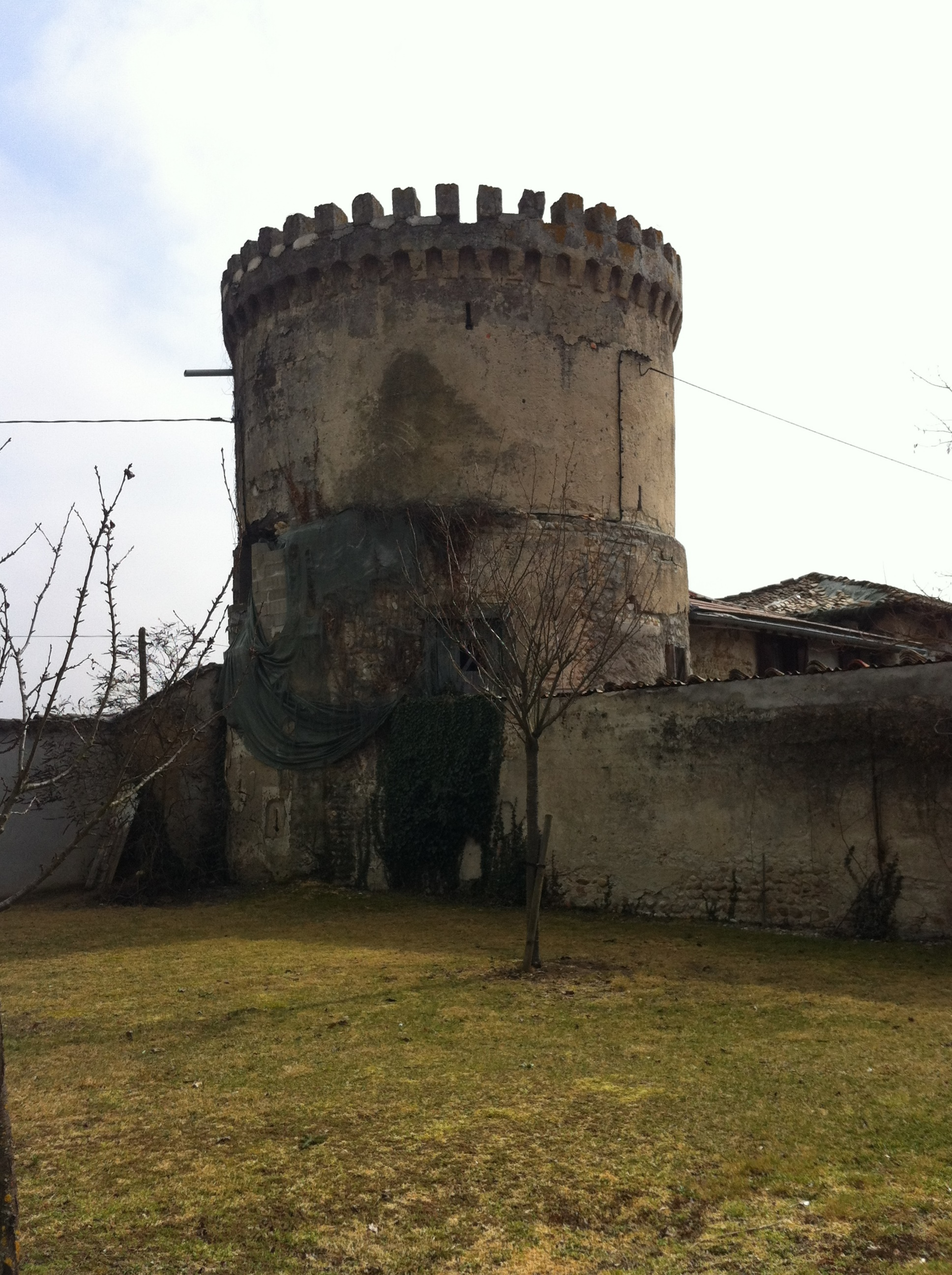
Tour du château du Soleil.

Ce château datant du XVIe siècle appartint aux seigneuries locales successives. Nicolas Grolier, seigneur du Soleil, le décrit ainsi en 1626 :
« Château et maison noble de franc alleu du Soleil, consistant en deux grandes cours closes, accompagnées et environnées, de plusieurs chambres, salles, caves, tours rondes et carrées, colombier, chapelle, avec un porche garni de mâchicoulis et de meurtrières et des girouettes où sont distinctes les armoiries du dit-seigneur du Soleil, le tout clos de murailles ». Le château fut mis aux enchères en 1793 et vendu. Le château changera régulièrement de propriétaire dont Henry Gabrielle dans les années 1930. À noter que le château du Soleil est représenté dans le cadran inférieur droit du blason de Beynost.
À proximité du château, se trouve une entrée de sarrasinière. Celle-ci semble prendre la direction nord ; une tradition la ferait aboutir (sans certitude) au château de Margnolas.

#### La villa Monderoux

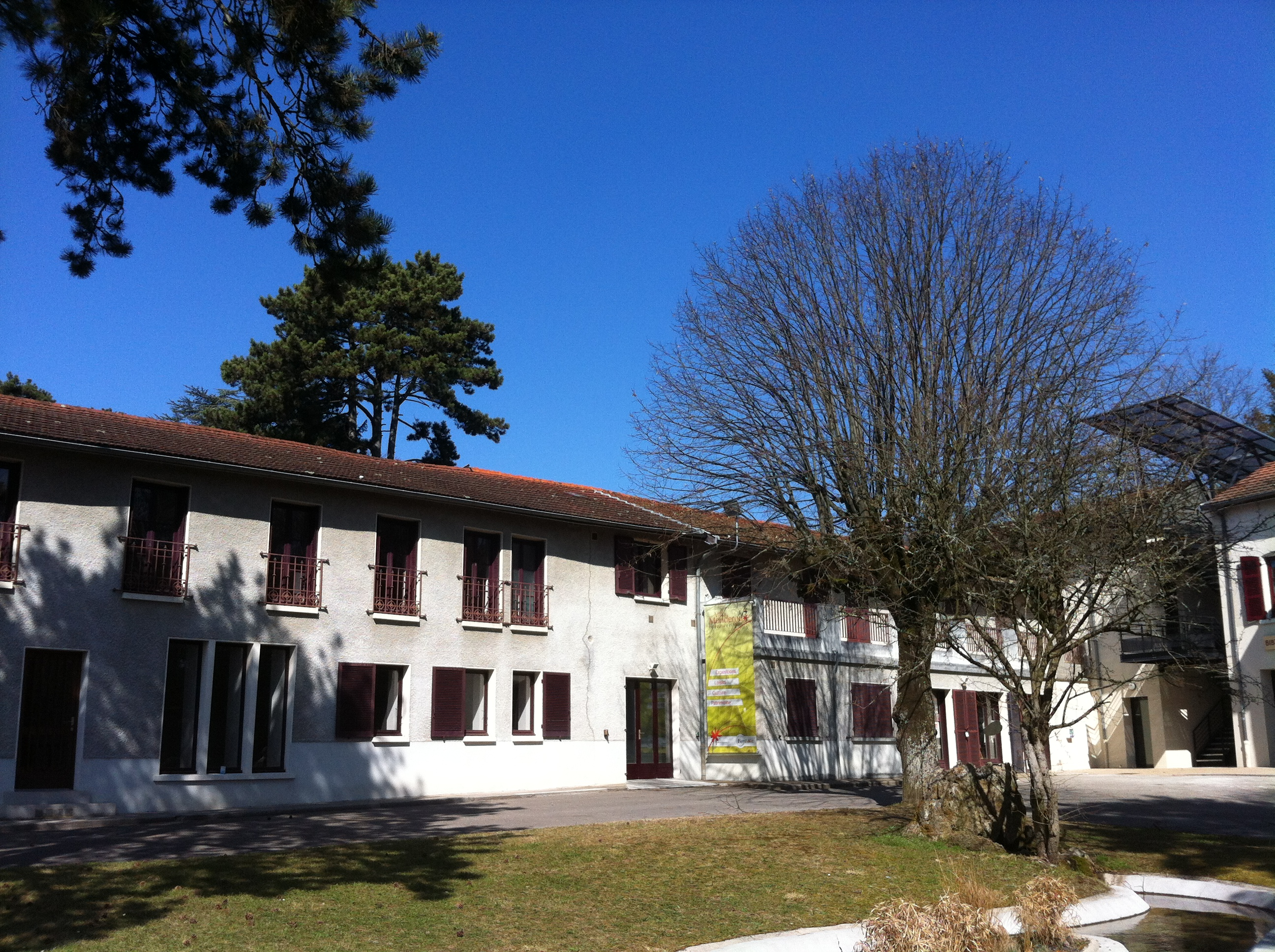
Vue de la Villa Monderoux.

Situé chemin du Monderoux, la Villa Monderoux est une grande demeure Beynolane qui appartint en 1551 à Henri Roux de Chevrier (d'où le surnom de Mas du Roux). La Villa Monderoux fut au XIXe siècle, propriété de Claude Bréghot du Lut ; le 18 mars 1922, les Sœurs de Marie Auxiliatrice en font l'acquisition et l'utilisent comme maison de repos. Enfin, en 1985, la commune acquiert une partie du jardin, puis la totalité de la propriété en 2003. En 2009, l'aile est de la villa est réhabilitée, ; elle est à présent partiellement occupée par la bibliothèque municipale. La Villa Monderoux peut se visiter et propose des expositions, en particulier lors des journées du patrimoine. À noter que le parc du Clos de Montederoux, le jardin de la villa, est pré-inventorié à l'inventaire général du patrimoine culturel. Enfin, un bâtiment accolé à l'aile ouest de la Villa, accueille la police municipale. Depuis 2019, la Villa Monderoux fait l'objet d'une convention Refuge LPO dans le but de favoriser la biodiversité au sein du parc.

#### Le château (disparu) de Margnolas
Cette demeure située en hauteur sur un plateau partagé avec le territoire actuel de La Boisse daterait de la fin du XVIIe siècle. Elle fut la propriété de Claude-Aimé Vincent, seigneur de Margnolas et père d'Étienne Vincent-Marniola. En 1793, le château est divisé en parcelles et revendu ce qui provoque sa destruction. La famille Vincent sera indemnisée selon la loi du 19 novembre 1815 (indemnisation effective en 1826).

#### La maison Delorme

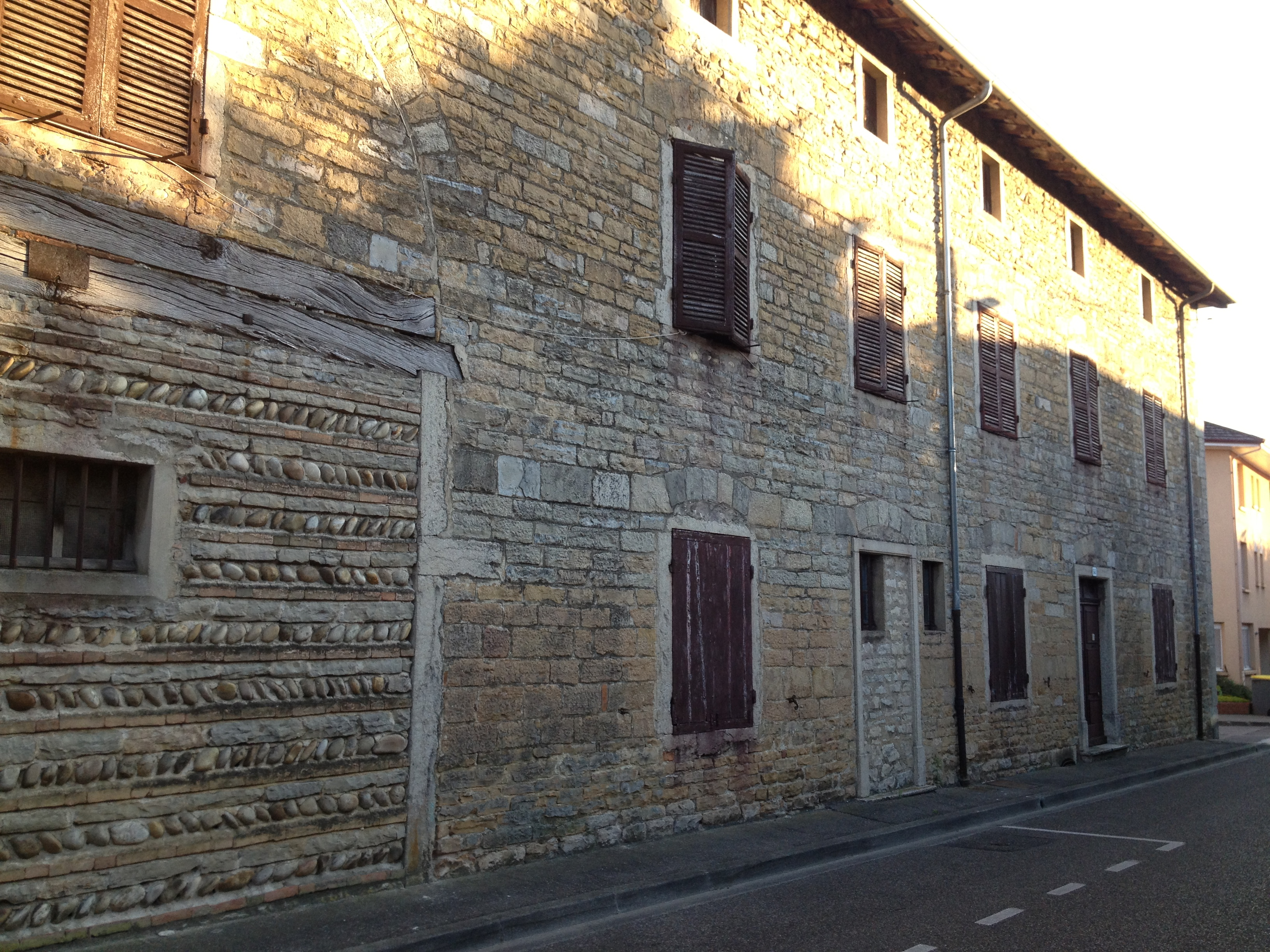
La maison Delorme depuis la rue centrale en août 2013.

En novembre 2012, la mairie annonce l'achat de la maison Delorme située 545, rue centrale dont le projet est d'en faire un lieu de préservation du patrimoine. Cette acquisition pour un montant de 700 000 € a rencontré une certaine opposition au sein-même du conseil municipal. En septembre 2013, la maison est pour la première fois ouverte au public à l'occasion des Journées européennes du patrimoine,.

### Patrimoine naturel

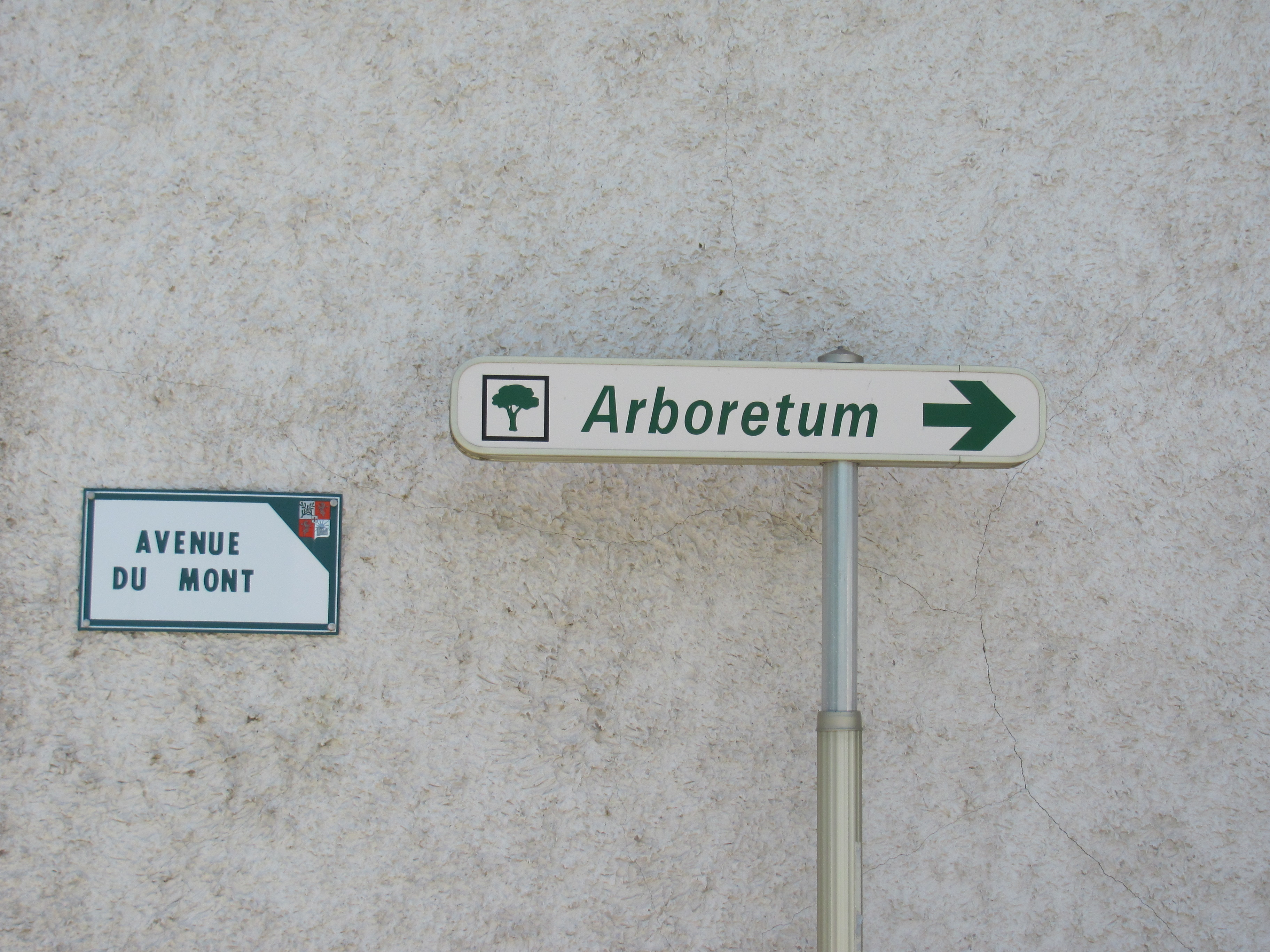
Panneau indicateur de l'arboretum de Beynost.

Outre la présence d'une partie du Grand Parc de Miribel-Jonage, la commune dispose également de l'arboretum de Beynost situé au sommet du coteau ; il contribue à stabiliser le sol, en cas de ruissellement sur le coteau de la Côtière. À noter que Beynost en 2014 conserve le label « une fleur » au concours des villes et villages fleuris, obtenu en février 2011,. En mars 2015, la commune obtient une seconde fleur.
Précisons également que le parc Le Mont est pré-inventorié à l'inventaire général du patrimoine culturel, tout comme le parc du Clos de Monderoux. Ce dernier est situé autour de la Villa Monderoux. Enfin, Le boisement humide de La Boisse est une zone naturelle d'intérêt écologique, faunistique et floristique (ZNIEFF) de type 1, située à proximité des deux viaducs ; elle se trouve partiellement sur le territoire de Beynost.

#### Faune et flore sauvages
La commune de Beynost située dans l'unité urbaine de Lyon témoigne de la relative richesse faunistique aux abords immédiats d'une grande ville, bien que si l'on compare avec les autres communes du canton, Beynost semble disposer d'une faible richesse biologique.

##### Flore
On distingue peu d'espèces remarquables si ce n'est l'ail anguleux.
La plupart des espèces de plantes sont relativement communes comme l'érable champêtre ou encore l'aubépine monogyne. Au niveau des fougères, on retrouve des espèces communes telles que la fougère mâle et la fougère femelle, la réglisse des bois et la capillaire des murailles.
Trois espèces d'orchidées ont pu être recensées depuis 2016, à savoir l'Orchis bouc, l'Orchis pyramidal et l'Ophrys abeille.

##### Faune

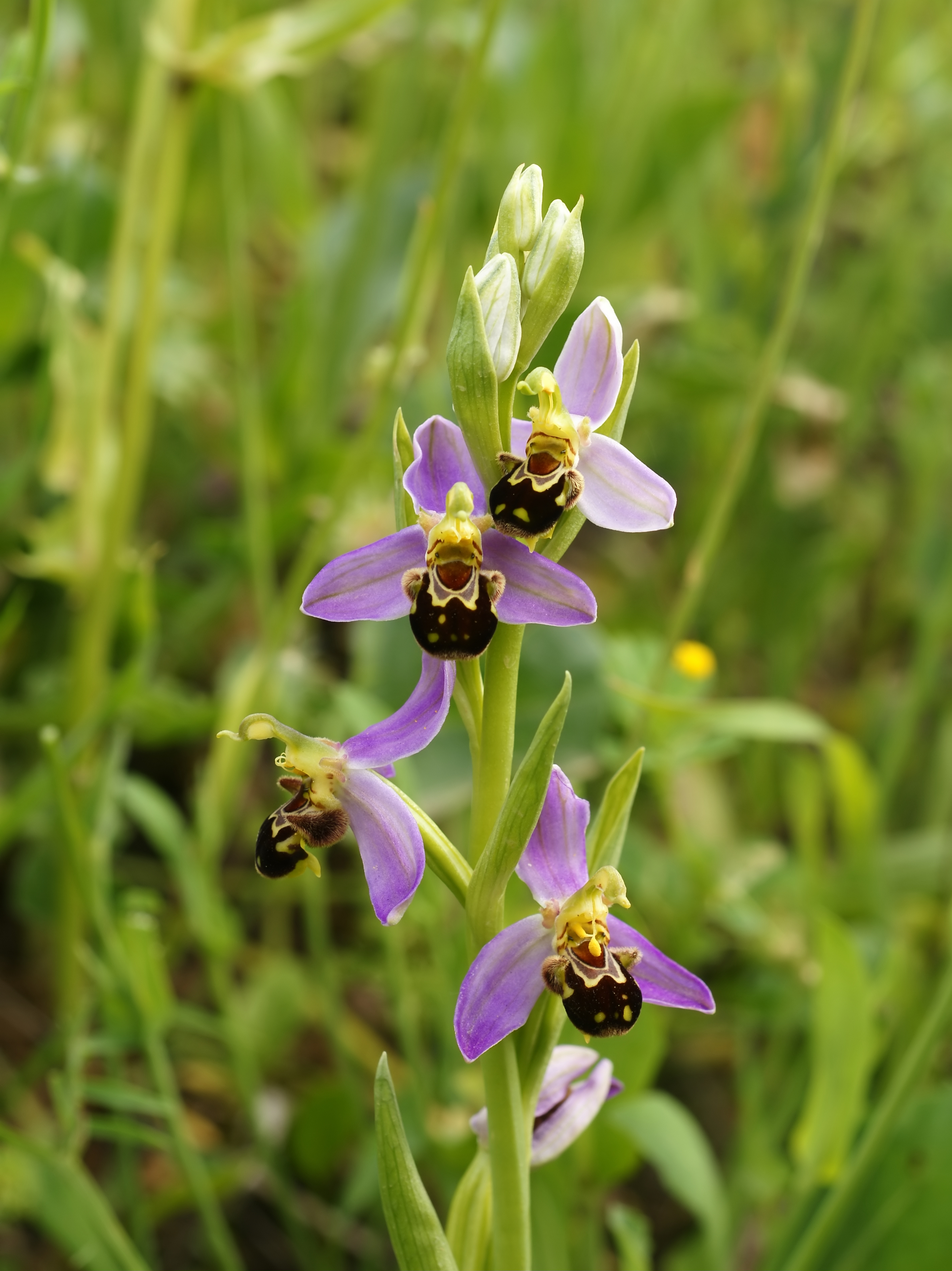
Ophrys abeille.

La commune présente un nombre d'espèces encore inconnu mais l'on en distingue déjà quelques-unes remarquables.

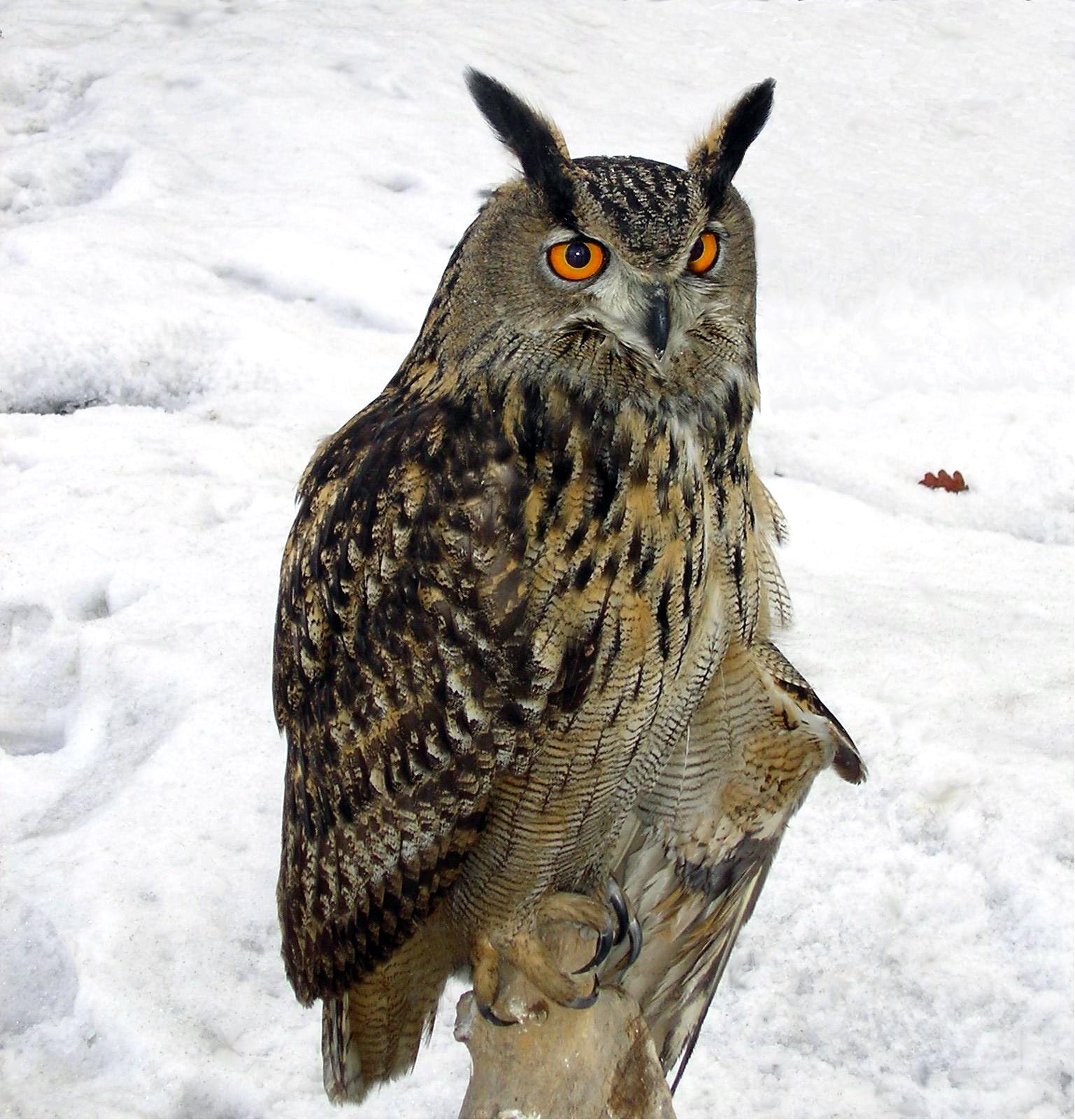
Hibou grand-duc.

Chez les oiseaux, la chevêche d'Athéna, le martin-pêcheur d'Europe, l'autour des palombes et le hibou grand-duc sont certainement les espèces les plus représentatives de cette richesse.
À ces espèces, on peut ajouter la chouette effraie que l'on peut parfois apercevoir proche de l'église, le faucon crécerelle qui niche parfois même en plein cœur de la commune, le pic épeiche, la chouette hulotte, le hibou moyen-duc, le pic vert qui avoisinent forêts et jardins, le héron cendré proche des étangs et rivières en tout genre mais également dans les champs durant les mois d'hiver.
Dans la ville, il est parfois possible de croiser un couple de huppe fasciée et de nombreux couples de rougequeue noir.
Chez les mammifères, le hérisson est commun dans l'ensemble de la commune mais il est parfois possible, à l'occasion d'une promenade en forêt, d'apercevoir le sanglier, le renard roux ou encore le blaireau européen.
Proche de la voie de chemin de fer, c'est le lérot, le lapin de garenne et le mulot sylvestre que l'on croise le plus souvent.

Chez les amphibiens, on ne dénombre actuellement sept espèces, à savoir le crapaud commun, le crapaud calamite, l'alyte accoucheur, la grenouille verte, la grenouille agile, le triton alpestre et la salamandre tachetée qui sont toutes des espèces protégées. Deux d'entre elles sont par ailleurs considérées comme patrimoniales. Chez les reptiles, on dénombre actuellement cinq espèces, toutes protégées bien qu'encore une fois les plus communes à l'échelle du territoire, à savoir le lézard des murailles, le lézard à deux raies, la couleuvre verte et jaune, la couleuvre vipérine et la couleuvre helvétique. Aucun serpent venimeux donc.

### Héraldique et logotype

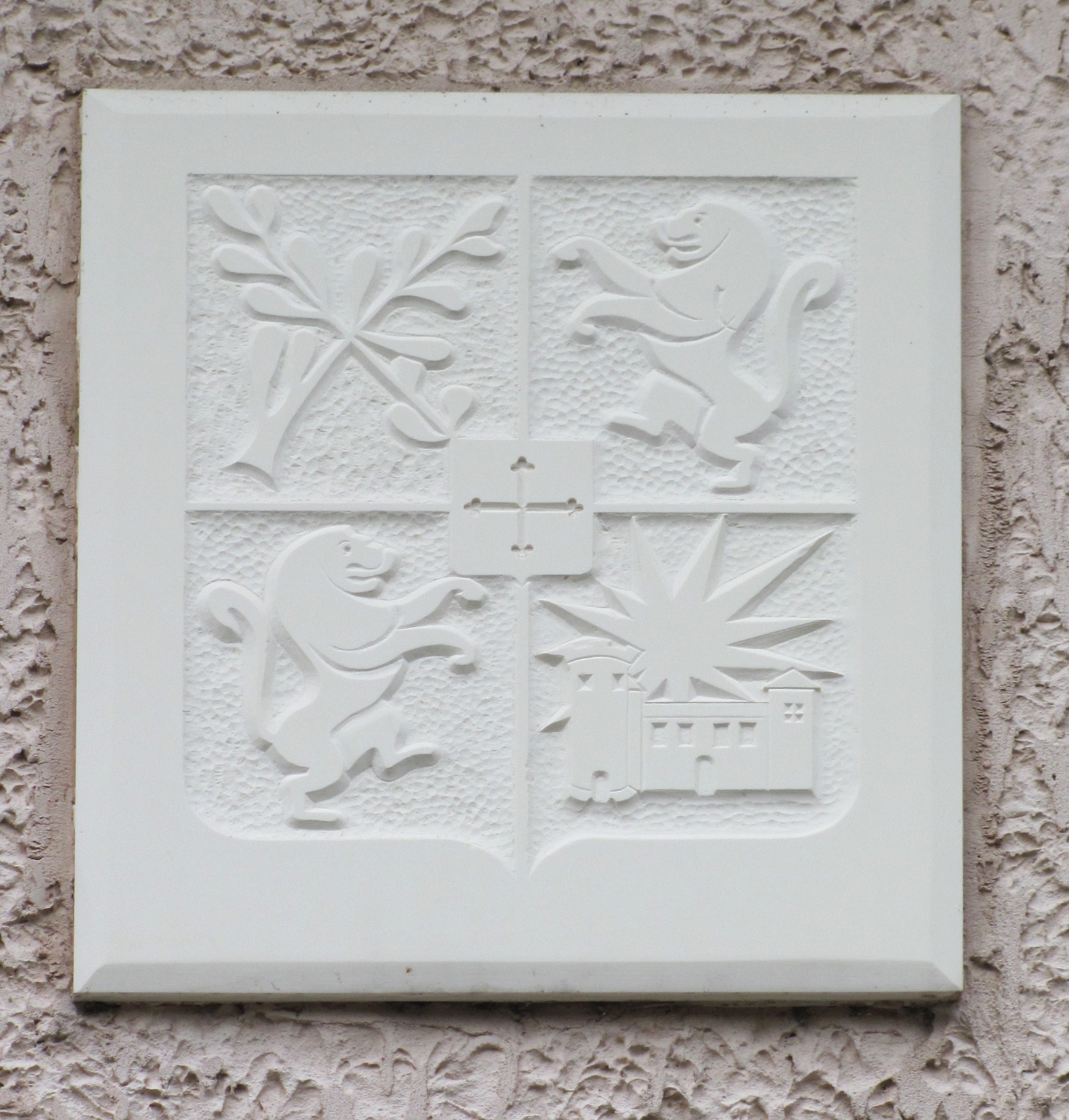
Armes de Beynost, rue centrale.

#### Héraldique
| Blason de Beynost | Blason  | Écartelé : au premier d'argent aux deux palmes de sinople passées en sautoir, au deuxième de gueules au lion d'or, au troisième de gueules au lion couronné contourné d'or, au quatrième d'azur au château d'argent surmonté d'un soleil d'or ; sur le tout d'argent à la croix tréflée de gueules. |
| Blason de Beynost | Détails | |

#### Logo
| Logo de Beynost | Le logo de Beynost figure ci-contre. Créé en 2009, il voit l'utilisation du blason, modernisé, dans le « o » de Beynost. |

### Personnalités liées à la commune

#### Moyen Âge
- Henri Debout originaire de Beynost, devient en 1260, évêque de Genève[105] ; un homonyme parfait, de la même famille, acquiert une certaine notoriété dans le domaine du droit au XVIe siècle[105] : jurisconsulte[105] et official[105] de Bresse et de Dombes, il est l'auteur d'un ouvrage de droit écrit en latin : Tractatus de Synodo Episcopi et de Statutis Episcopi Synodalibus, imprimé à Lyon en 1529. Il meurt en 1544.

#### XIXeetXXesiècles

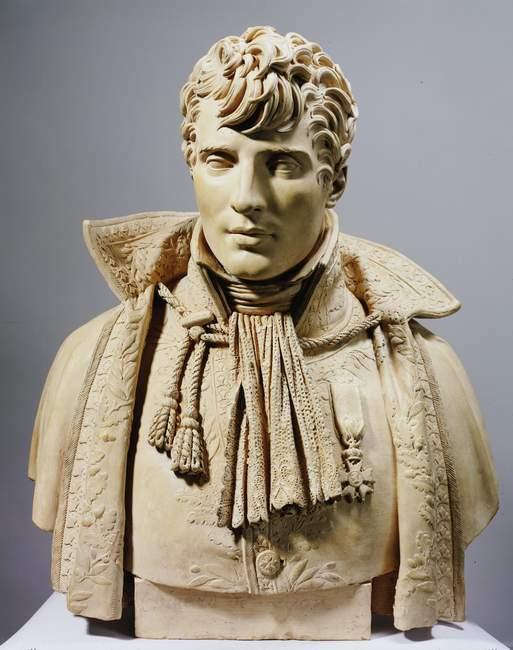
Buste dÉtienne-Vincent Marniola, Joseph Chinard, 1809 (Salon de 1810), Frick Collection, New York.

- L'avocat et littérateur Claude Bréghot du Lut (marié à une fille de l'industriel Claude François Falsan) est originaire de Beynost où il fut d'ailleurs conseiller municipal, tout comme son père Antoine[49]. Il est enterré à Beynost.
- Étienne Vincent-Marniola, haut fonctionnaire sous le Premier Empire eut également quelques connexions avec Beynost : il fut inhumé dans l'ancienne église Saint-Julien avec son fils mort à cinq ans[105]. En 1953, ils furent exhumés puis enterrés dans le cimetière de Beynost[105]. Le testament d'Étienne Vincent-Marniola stipulait la création d'une école gratuite (pour les garçons de Beynost et des communes environnantes)[105]. Cette école se trouvait dans une grande maison (détruite aujourd'hui) située face à l'ancienne mairie[105].
- Jean Beauverie (1874 - 1938), botaniste et mycologue. Il est enterré à Beynost.
- Chanoine Jean-Baptiste Martin (1er mai 1875 en beaujolais - 10 décembre 1936 à Beynost), curé de Beynost de 1913 à sa mort[49]. Passionné de sciences naturelles, il occupera la chaire de géographie de la faculté catholique de Lyon.
- Gaston Lapalus (1910 - 2006), garagiste, inventeur et figure locale.
- Philippe Lebreton (1933 -), biochimiste et militant écologiste français, habite à Beynost.
- Jérémy Poret (1988 -), champion de jet-ski, est originaire de Beynost[106].

##### Beynost et les médecins
- La famille Lacassagne habitait une grande maison, rue centrale de Beynost (actuel numéro 653 de la rue)[49] : Alexandre Lacassagne (1843 - 1924) puis Jean Lacassagne (1886 - 1960), l'un de ses fils, dermato-vénérologue et historien de la médecine. Tous deux, sont enterrés à Beynost[49]. Il y a une Allée du Professeur-Lacassagne à Beynost.
- Joseph Rollet (1824 - 1894) avait une résidence d’été à Beynost. Sa fille épousera en secondes noces Alexandre Lacassagne ; il est le grand-père de Jean Lacassagne.
- Antoine Magnin (1848 - 1926), botaniste français, résidait à Beynost[49] ; notamment, président de la Société botanique de France et directeur du jardin botanique de Lyon il a laissé son nom à neuf plantes et fossiles[49]. Il est mort à Beynost et y est enterré[49].
- Henry Gabrielle (1887 - 1968), médecin-général et chirurgien. Il achète le château du Soleil le 28 juin 1935 et y habite avec son épouse et ses trois enfants[49]. Il est également maire de la commune d'octobre 1944 à 1966[49]. Il est enterré à Beynost.
- Louis Mansuy (1909 - 1988), neurochirurgien, est inhumé à Beynost[49] comme son père Eugène Mansuy (1878 - 1966), conseiller général du Rhône, adjoint au maire de Lyon et administrateur de la foire de Lyon[49].
- Micheline Chanteloube, médecin-général, première femme admise au concours d'entrée de l'école du service de santé des armées, est née à Beynost en 1931[107],[108].

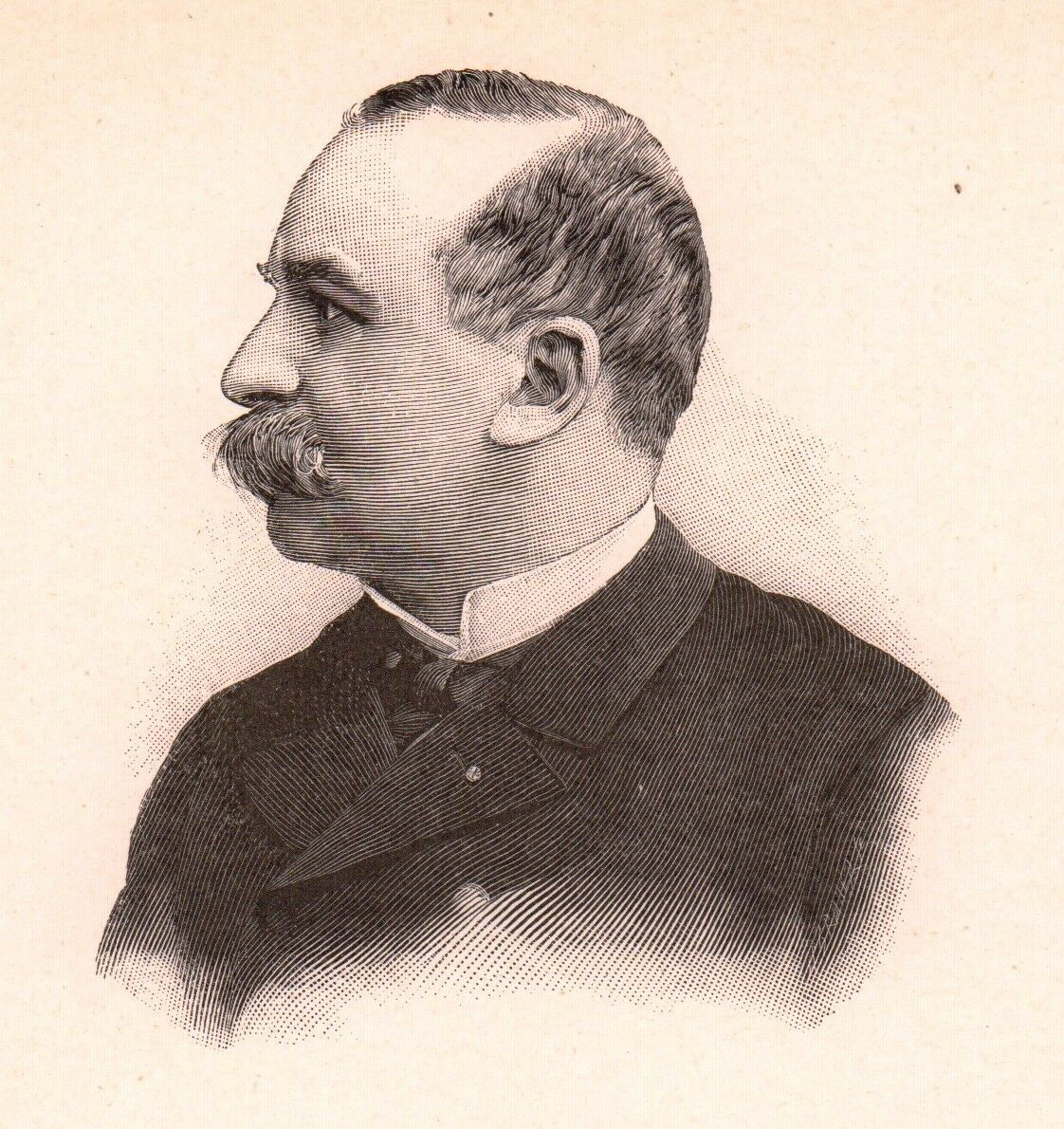
Alexandre Lacassagne, vers 1906.
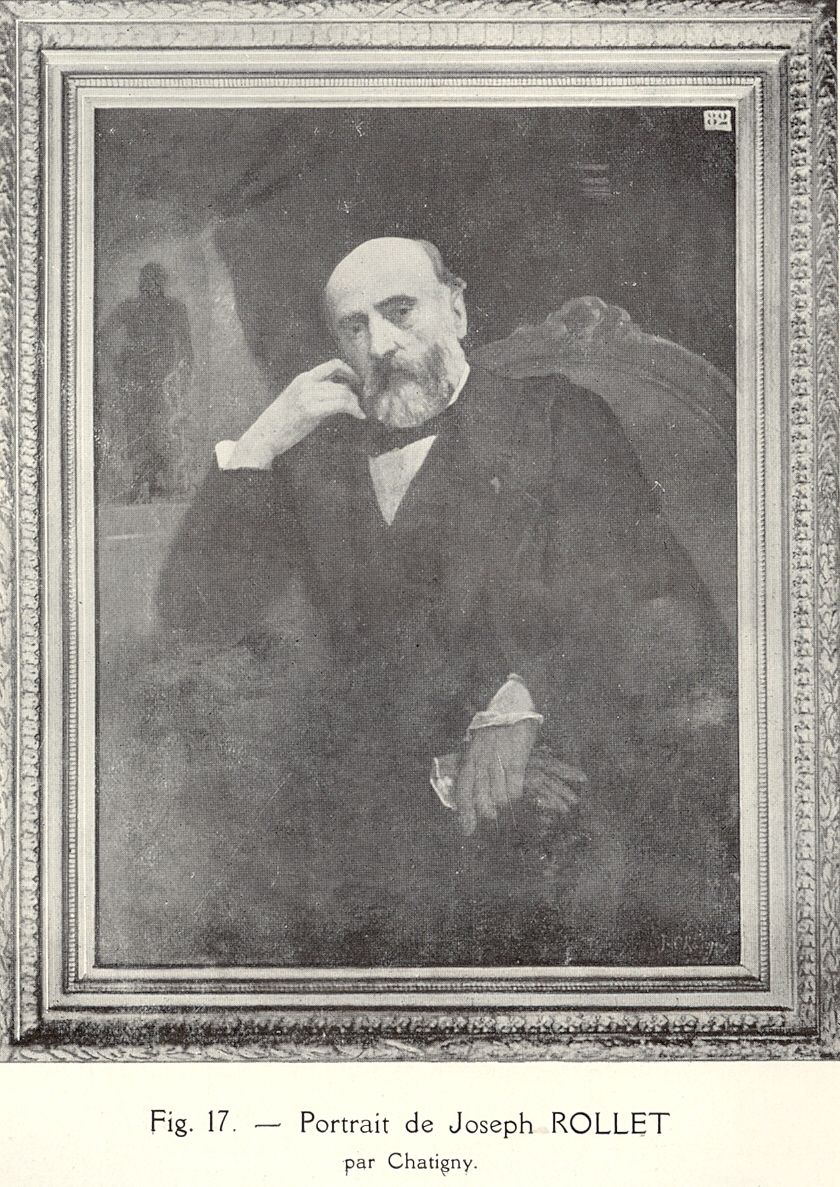
Joseph Rollet en 1880.
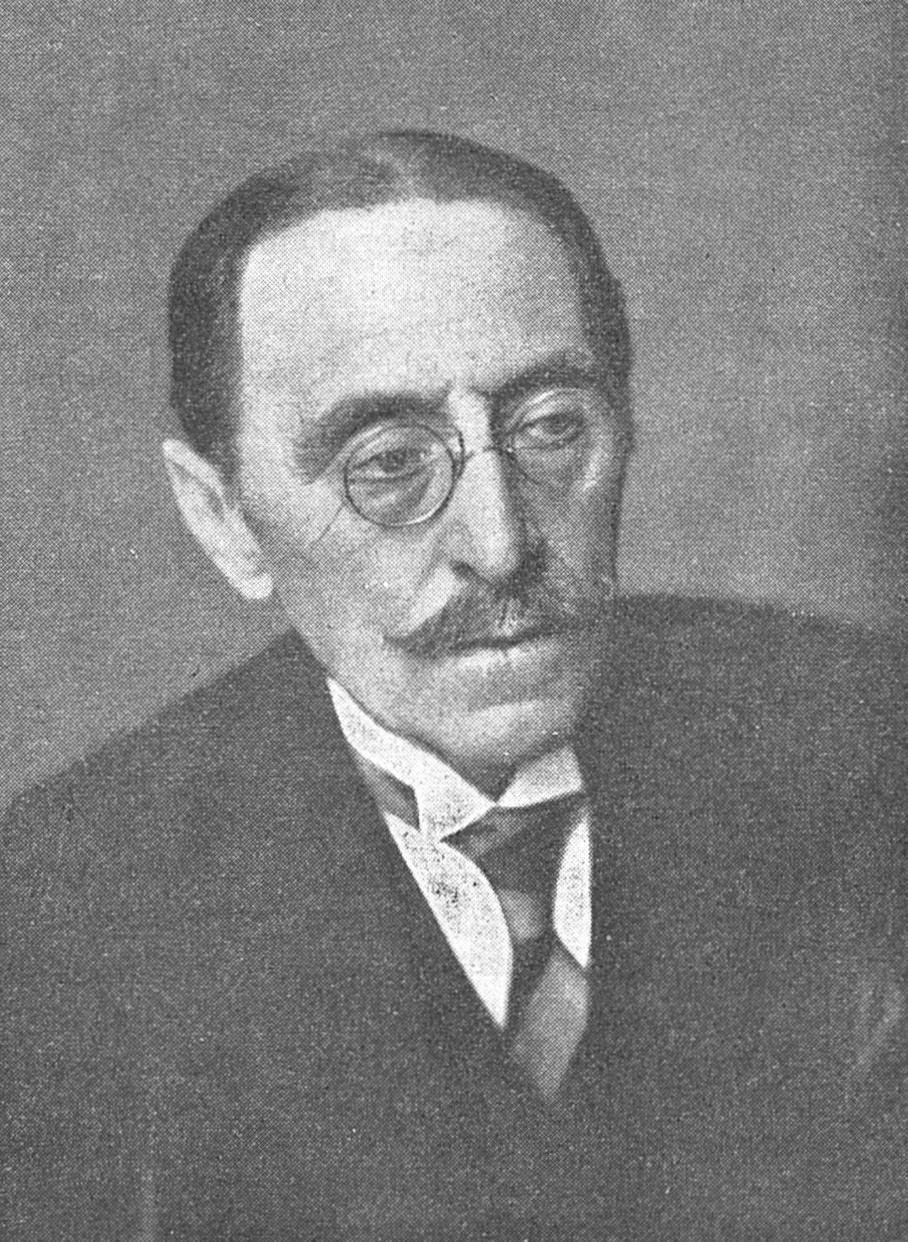
Jean Beauverie.
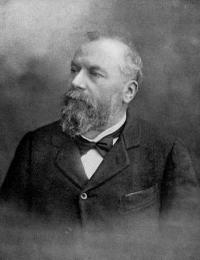
Antoine Magnin au début du XXe siècle.

## Pour approfondir